# Liste der Reichstagsabgeordneten des Deutschen Kaiserreichs (9. Wahlperiode)

## Legislaturperiode
Die Reichstagswahl 1893 war die Wahl zum 9. Deutschen Reichstag und fand am 15. Juni 1893 statt. Die Legislaturperiode dauerte bis 1898.

## Fraktionen
- Zentrumspartei 96
- Deutschkonservative Partei 72
- Freisinnige 66
- Nationalliberale 53
- Sozialdemokraten (SPD) 44
- Deutsche Reichspartei 28
- Freisinnige Volkspartei (FVp) 24
- Polen 19
- Freisinnige Vereinigung (FVg) 13
- Antisemitische Volkspartei (AVP) 12
- Deutsche Volkspartei (DtVP) 11
- Elsaß-Lothringer 8
- Deutsch-Hannoversche Partei (DHP) 7
- Bayerischer Bauernbund (BB) 4
- Deutschsoziale Partei (DSP) 2
- Dänen 1
- Parteilos 2
- Sonstige 1

Sitze 397
- Präsident: Albert von Levetzow
- 1. Vizepräsident: Rudolf von Buol-Berenberg
- 2. Vizepräsident: Albert Bürklin
- Schriftführer: Gebhard Braun, Stephan Cegielski, Otto Hermes, Hans Dietrich von Holleuffer, Cölestin Krebs, Hermann Kropatscheck, Kurt Merbach, Theodor Pieschel,

Quästoren: Victor Rintelen, Friedrich Boettcher

## A

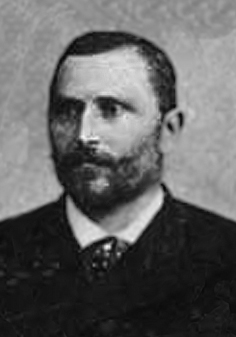
Eduard Adt
Josef Aichbichler
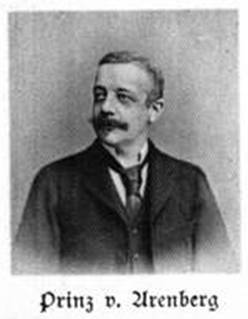
Franz Ludwig von Arenberg
Ignaz Auer

- Adt, Eduard, Fabrikant,
WK Pfalz 4 (Zweibrücken, Pirmasens), Nationalliberale Partei
- Ahlwardt, Hermann, Lehrer,
WK Frankfurt 1 (Arnswalde, Friedeberg), Antisemit (fraktionslos)
- Aichbichler, Josef, Bierbrauer und Ökonom in Wolnzach,
WK Oberbayern 4 (Ingolstadt, Freising, Pfaffenhofen), Zentrum
- Ancker, Heinrich, Spediteur,
WK Königsberg 1 (Memel, Heydekrug), FVp
- Arenberg, Franz von, Diplomat,
WK Aachen 1 (Schleiden, Malmedy, Montjoie), Zentrum
- Arnim, Traugott von, Standesherr und Rittergutsbesitzer in Muskau,
WK Liegnitz 10 (Rothenburg (Oberlausitz), Hoyerswerda), Deutsche Reichspartei
- Arnswaldt-Böhme, Werner von, Rittergutsbesitzer,
 WK Hannover 5 (Melle, Diepholz, Wittlage, Sulingen, Stolzenau), Deutsch-Hannoversche Partei, Hospitant der Zentrumsfraktion
- Arnswaldt-Hardenbostel, Hermann von, Rittergutsbesitzer,
 WK Hannover 6 (Syke, Verden), Deutsch-Hannoversche Partei, Hospitant der Zentrumsfraktion
- Auer, Ignaz, Sattler,
WK Sachsen 17 (Glauchau, Meerane, Hohenstein-Ernstthal), SPD
- Augst, Wilhelm, Kupferschmiedemeister,
WK Württemberg 12 (Gerabronn, Crailsheim, Mergentheim, Künzelsau), Deutsche Volkspartei (Nachwahl 1895)

## B

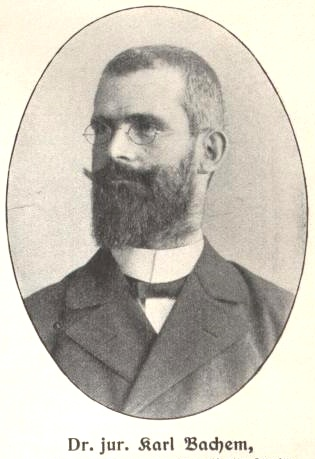
Karl Bachem
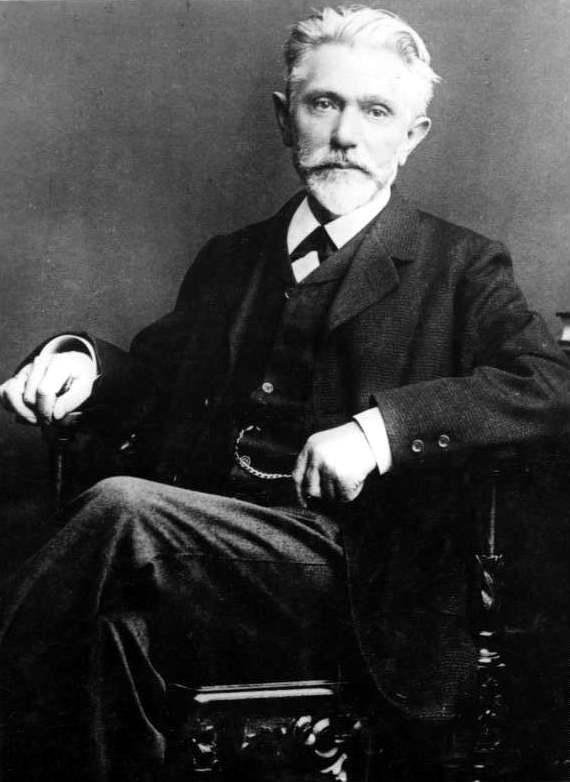
August Bebel
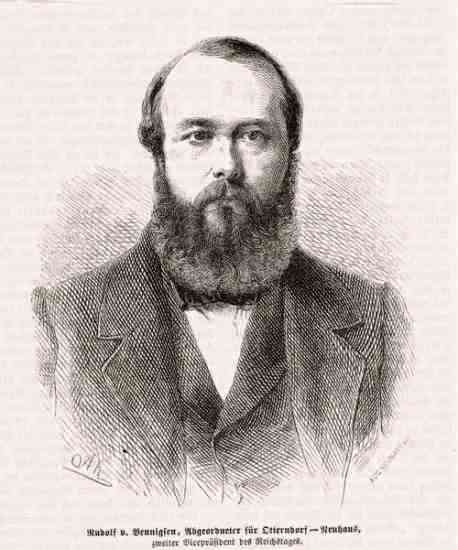
Rudolf von Bennigsen
Georg Birk
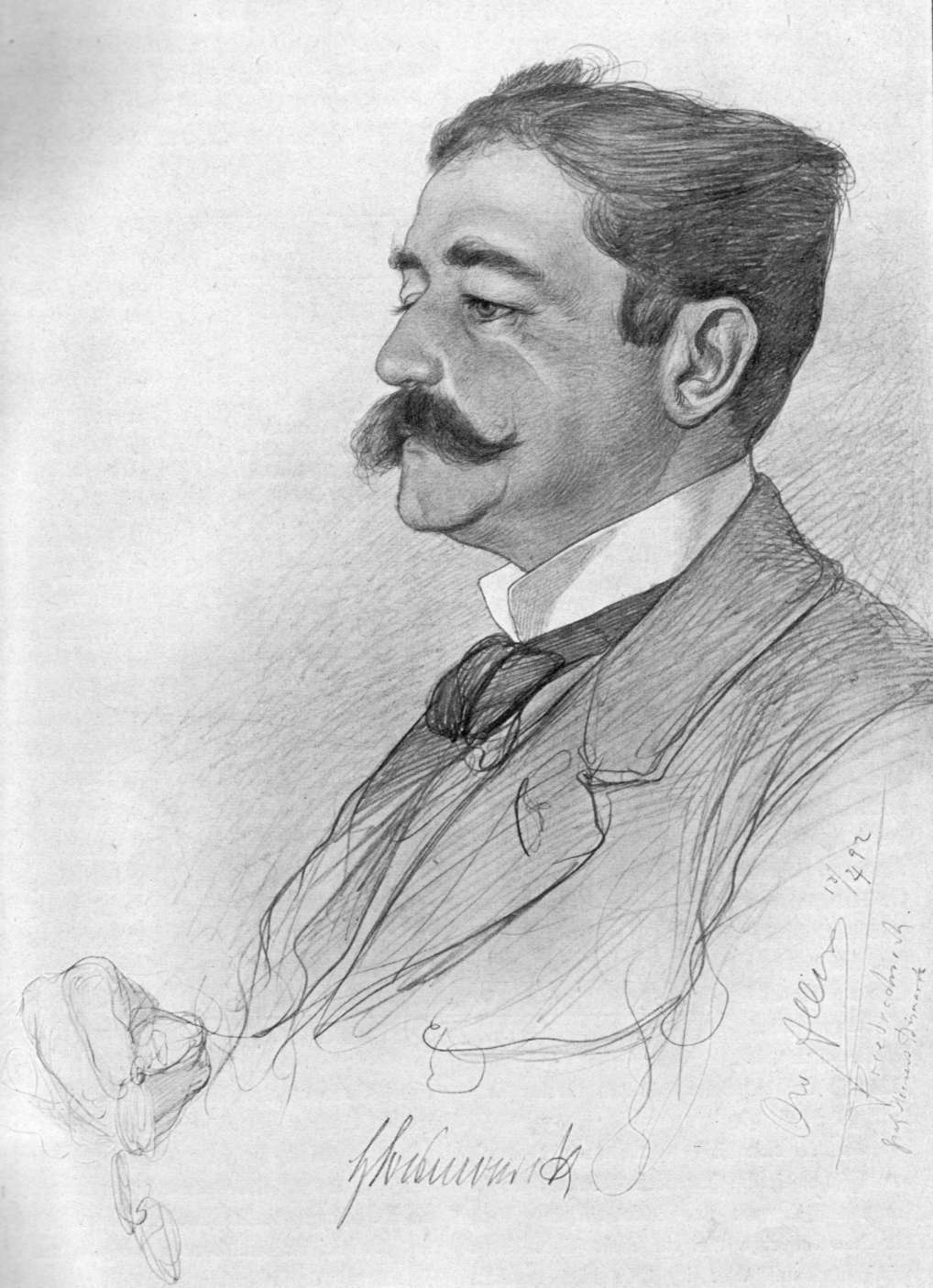
Herbert von Bismarck
Wilhelm Blos
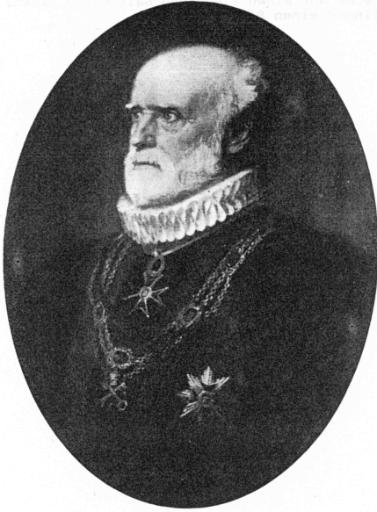
Adam Bock
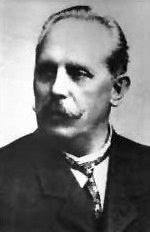
Wilhelm Bock

- Bachem, Carl Joseph Emil, Rechtsanwalt,
 WK Düsseldorf 11 (Krefeld), Zentrum
- Bachmeier, Benedikt, Gutsbesitzer Tettenweis,
WK Niederbayern 4 (Pfarrkirchen, Eggenfelden, Griesbach), Bayerischer Bauernbund
- Bäurle, Jakob, Pfarrer Ottmaring,
WK Oberbayern 3 (Aichach, Friedberg, Dachau, Schrobenhausen), Zentrum
- Bantleon, Nikolaus, Ökonomierat Waldhausen,
WK Württemberg 14 (Ulm, Heidenheim, Geislingen), Nationalliberale Partei
- Barth, Wilhelm Theodor, Syndikus der Bremer Handelskammer,
WK Liegnitz 8 (Schönau, Hirschberg), Freisinnige Vereinigung
- Bassermann, Ernst, Rechtsanwalt und Stadtrat in Mannheim,
WK Baden 11 (Mannheim), Nationalliberale Partei
- Bauermeister, Louis, Montanindustrieller,
WK Merseburg 3 (Bitterfeld, Delitzsch), Hospitant der Deutschen Reichspartei
- Baumbach, Iwan, Rittergutsbesitzer,
WK Sachsen-Altenburg, Deutsche Reichspartei
- Bayerlein, Julius, Stadtrat Bayreuth,
WK Oberfranken 2 (Bayreuth, Wunsiedel, Berneck), Nationalliberale Partei
- Bebel, August, Drechslermeister Plauen,
 WK Elsaß-Lothringen 8 (Straßburg-Stadt), SPD
- Beckh, Hermann, Rechtsanwalt Nürnberg,
WK Sachsen-Coburg-Gotha 1 (Coburg), Hospitant der FVp
- Benda, Robert von, Rittergutsbesitzer,
WK Magdeburg 6 (Wanzleben), Nationalliberale Partei
- Bender, Hermann Joseph, Rentier,
 WK Koblenz 2 (Neuwied), Zentrum
- Bennigsen, Rudolf von, Landesdirektor Hannover,
WK Hannover 18 (Stade, Geestemünde, Bremervörde, Osterholz), Nationalliberale Partei
- Benoit, Wilhelm, Baurat,
WK Köslin 3 (Köslin, Kolberg-Körlin, Bublitz), Freisinnige Vereinigung (Nachwahl 1895)
- Bernstorff, Andreas von, Diplomat und Verwaltungsjurist,
 WK Schleswig-Holstein 10 (Herzogtum Lauenburg), Deutsche Reichspartei
- Bernstorff, Berthold von, Rittergutsbesitzer Wehningen,
 WK Hannover 15 (Lüchow, Uelzen, Dannenberg, Bleckede), Deutsch-Hannoversche Partei
- Bindewald, Friedrich, Kunstmaler,
WK Hessen 3 (Alsfeld, Lauterbach), Deutsche Reformpartei (Nachwahl 1893)
- Birk, Georg, Gastwirt in München,
WK Oberbayern 1 München I (Altstadt, Lehel, Maxvorstadt), SPD
- Bismarck, Herbert von, Staatsminister a. D.,
 WK Magdeburg 3 (Jerichow I, Jerichow II), fraktionslos konservativ
- Blankenhorn, Ernst, Bürgermeister Müllheim,
WK Baden 4 (Lörrach, Müllheim), Nationalliberale Partei
- Blos, Wilhelm, Journalist und Schriftsteller,
WK Braunschweig 1 (Braunschweig, Blankenburg), SPD
- Bock, Adam, Gutsbesitzer,
WK Aachen 2 (Eupen, Aachen-Land), Zentrum
- Bock, Wilhelm, Redakteur und Gewerkschafter,
WK Sachsen-Coburg-Gotha 2 (Gotha), SPD
- Böckel, Otto, Bibliotheksassistent Marburg,
WK Kassel 5 (Marburg, Frankenberg, Kirchhain), Antisemiten
- Böhme, Carl, Rechtsanwalt und Stadtverordneter Annaberg,
WK Sachsen 21 (Annaberg, Schwarzenberg, Johanngeorgenstadt), Nationalliberale Partei
- Boettcher, Friedrich, Publizist,
 WK Waldeck-Pyrmont, Nationalliberale Partei
- Bohm, Bernhard, Gutsbesitzer,
WK Potsdam 3 (Ruppin, Templin), FVp
- Bohtz, Bernhard, Rittergutsbesitzer,
 WK Frankfurt 5 (Oststernberg, Weststernberg), Deutschkonservative Partei
- Boltz, Heinrich, Geheimer Justizrat Saarbrücken,
WK Trier 5 (Saarbrücken), Nationalliberale Partei
- Bostetter, August, Arzt und Bürgermeister in Brumath,
WK Elsaß-Lothringen 9 (Straßburg-Land), Hospitant der Nationalliberalen Partei
- Brandenburg, Carl, Amtsgerichtsrat,
WK Hannover 3 (Meppen, Lingen, Bentheim, Aschendorf, Hümmling), Zentrum
- Braubach, Romanus, Rechtsanwalt Köln,
 WK Koblenz 5 (Mayen, Ahrweiler), Zentrum
- Braun, Gebhard, Kaufmann,
WK Württemberg 16 (Biberach, Leutkirch, Waldsee, Wangen), Zentrum
- Breuer, Johann Adolf, Gutsbesitzer,
WK Köln 3 (Bergheim (Erft), Euskirchen), Zentrum (Nachwahl 1897)
- Broekmann Wilhelm, Amtsrichter Neuenburg,
WK Trier 1 (Daun, Bitburg, Prüm), Zentrum
- Bruckmaier, Josef, Landwirt in Bogen,
WK Niederbayern 2 (Straubing, Bogen, Landau, Vilshofen), Bayerischer Bauernbund
- Brühne, Friedrich, Schuhmacher,
WK Wiesbaden 1 (Obertaunus, Höchst, Usingen), SPD
- Brünings, Theodor, Landgerichtsrat in Landau,
 WK Pfalz 3 (Germersheim, Bergzabern), Nationalliberale Partei
- Brunck, Ulrich, Gutsbesitzer,
WK Pfalz 6 (Kaiserslautern, Kirchheimbolanden), Nationalliberale Partei
- Buchka, Gerhard von, Richter in Rostock,
WK Mecklenburg-Schwerin 5 (Rostock, Doberan), Deutschkonservative Partei
- Buddeberg, Heinrich, Kaufmann,
 WK Sachsen 1 (Zittau), FVp
- Buddenbrock, Arthur von, Gutsbesitzer Ottlau,
WK Marienwerder 1 (Marienwerder, Stuhm), fraktionslos konservativ
- Bueb, Fernand, Journalist Mülhausen,
 WK Elsaß-Lothringen 2 (Mülhausen), SPD
- Bürklin, Albert, Gutsbesitzer,
WK Pfalz 2 (Landau, Neustadt an der Haardt), Nationalliberale Partei
- Bumiller, Lambert, Pfarrer Ostrach,
WK Hohenzollernsche Lande (Sigmaringen, Hechingen), Zentrum
- Buol-Berenberg, Rudolf von, Landgerichtsrat Mannheim,
 WK Baden 14 (Tauberbischofsheim, Buchen), Zentrum
- Burger, Franz, Bürgermeister Zeil am Main,
WK Unterfranken 5 (Schweinfurt, Haßfurt, Ebern), Zentrum

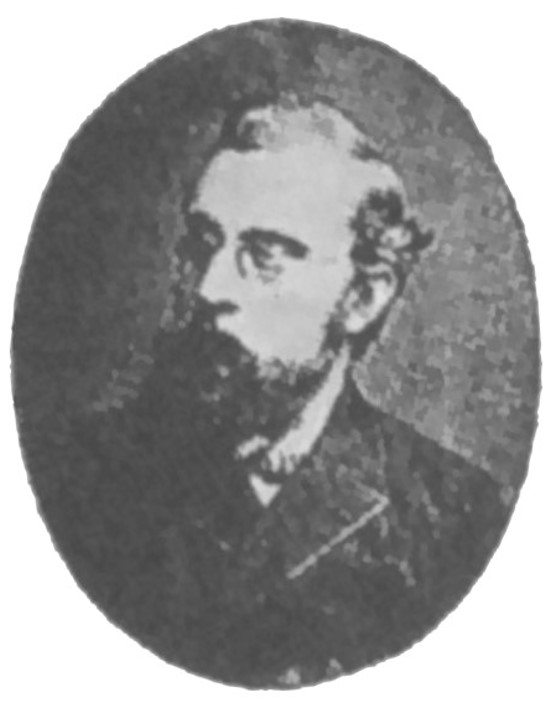
Otto Böckel
Friedrich Brühne
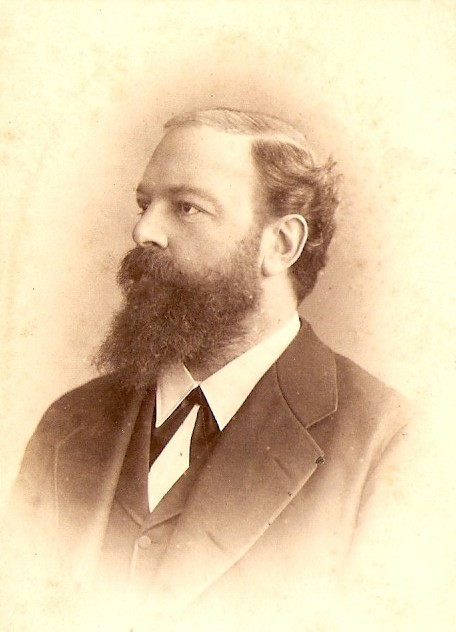
Rudolf von Buol-Berenberg
Franz Burger

## C

Friedrich von Carmer
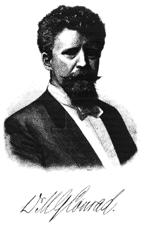
Michael Georg Conrad

- Carmer-Osten, Friedrich von, Rittergutsbesitzer,
 WK Breslau 1 (Guhrau, Steinau, Wohlau), Deutschkonservative Partei
- Casselmann, Wilhelm, Forstkommissar a. D. Eisenach,
WK Sachsen-Weimar-Eisenach 2 (Eisenach, Dermbach), FVp
- Cegielski, Stephan, Fabrikbesitzer,
 WK Posen 1 Posen, Polnische Fraktion
- Chlapowski, Stanislaus von, Rittergutsbesitzer,
WK Posen 6 (Fraustadt, Lissa), Polnische Fraktion
- Charton, Nicolas, Gutsbesitzer,
WK Elsaß-Lothringen 13 (Bolchen, Diedenhofen), Elsaß-Lothringer (Nachwahl 1896)
- Clemm, Carl, Verwaltungsrat der BASF Ludwigshafen,
 WK Pfalz 1 (Speyer, Ludwigshafen am Rhein, Frankenthal), Nationalliberale Partei
- Colbus, Jean, Pfarrer Neunkirchen-Saargemünd,
WK Elsaß-Lothringen 12 (Saargemünd, Forbach), Elsaß-Lothringer
- Colmar-Meyenburg, Axel von, Landrat und Rittergutbesitzer,
 WK Bromberg 1 (Czarnikau, Filehne, Kolmar in Posen), Deutschkonservative Partei
- Conrad, Michael Georg, Publizist,
WK Mittelfranken 3 (Ansbach, Schwabach), Deutsche Volkspartei (Nachwahl 1896)
- Conrad, Thaddäus, Gutsbesitzer Liebau,
WK Oppeln 7 (Pleß, Rybnik), Zentrum
- Cuny, Ludwig von, Professor der Rechte Berlin,
WK Koblenz 4 (Kreuznach, Simmern), Nationalliberale Partei
- Cytronowski, Joseph, Pfarrer Schmitsch,
WK Oppeln 10 (Neustadt O.S.), Zentrum
- Czarlinski, Leon von, Rittergutsbesitzer,
WK Bromberg 3 (Bromberg), Polnische Fraktion
- Czartoryski, Adam Fürst, Rittergutsbesitzer,
 WK Posen 5 (Kröben), Polnische Fraktion
- Czartoryski, Idzizlaw, Rittergutsbesitzer,
 WK Posen 4 (Buk, Schmiegel, Kosten), Polnische Fraktion

## D

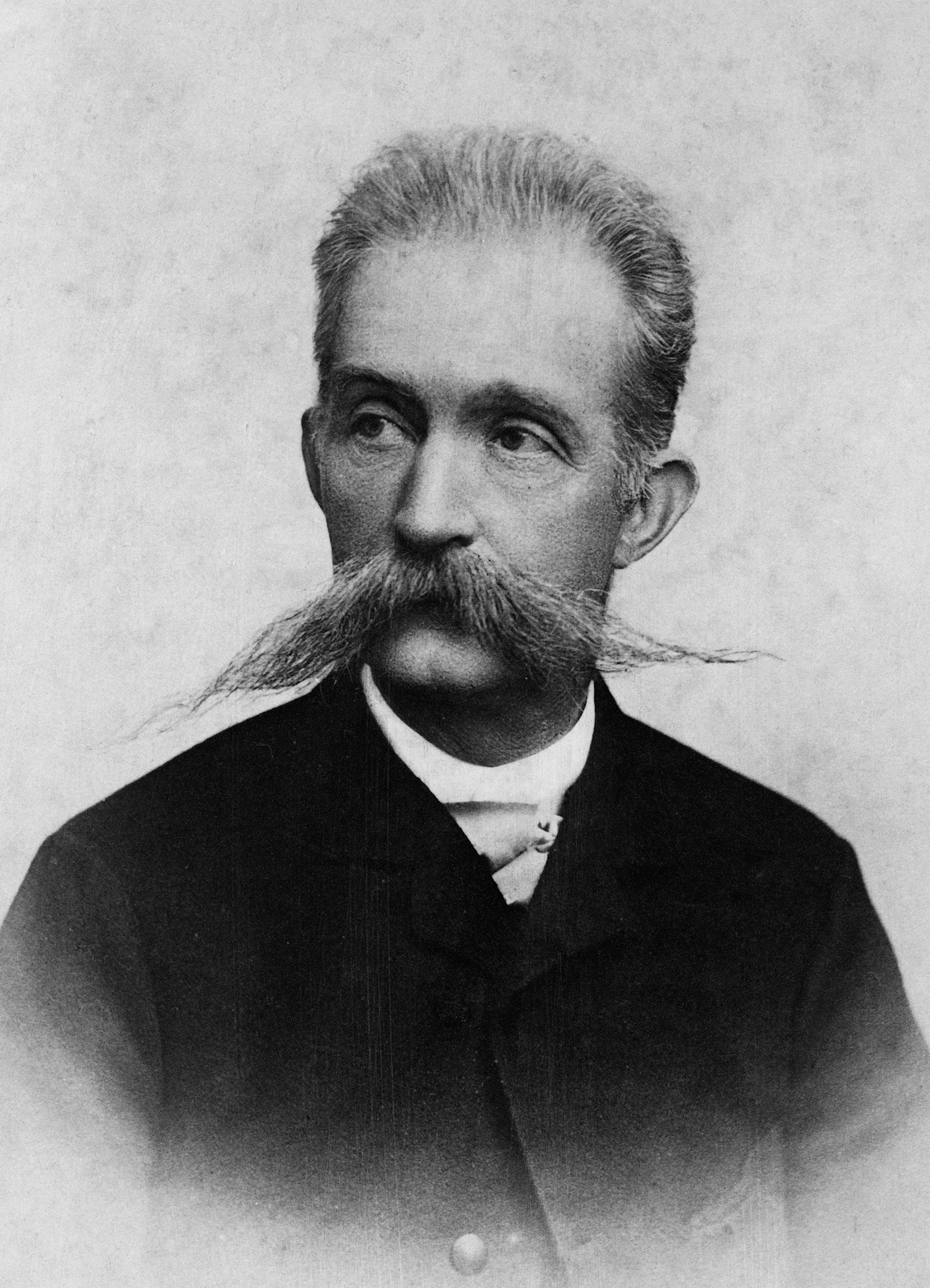
Georg von der Decken
Johann Heinrich Wilhelm Dietz

- Dallwitz, Sigismund von, Gutsbesitzer Tornow,
WK Potsdam 2 (Ostprignitz), fraktionslos konservativ
- Decken, Georg von der, Majoratsherr zu Ringelheim,
WK Hannover 7 (Nienburg, Neustadt am Rübenberge, Fallingbostel), Deutsch-Hannoversche Partei
- Deuringer, Michael, Bürgermeister Gersthofen,
 WK Schwaben 1(Augsburg, Wertingen), Zentrum
- Dewitz, Hermann von, Rittergutsbesitzer,
 WK Stettin 6 (Naugard, Regenwalde), Deutschkonservative Partei
- Dieden, Christian, Weingutbesitzer,
 WK Trier 2 (Wittlich, Bernkastel), Zentrum
- Dietz, Johann Heinrich Wilhelm, Schriftsetzer,
 WK Hamburg 2 (Altstadt, St. Georg, Hammerbrook), SPD
- Dönhoff, August von, Mitglied des Herrenhauses,
WK Königsberg 4 (Fischhausen, Königsberg-Land), Deutschkonservative Partei
- Dohna-Schlodien, Adolf zu, Majoratsbesitzer,
WK Königsberg 7 (Preußisch-Holland, Mohrungen), Deutschkonservative Partei
- Douglas, Wilhelm von, Gutsbesitzer,
 WK Baden 13 (Bretten, Sinsheim), Deutschkonservative Partei
- Dresler, Heinrich Adolf, Industrieller Kreuztal,
WK Arnsberg 1 (Wittgenstein, Siegen, Biedenkopf), Nationalliberale Partei
- Dziembowski-Pomian, Sigismund von, Rechtsanwalt,
 WK Posen 8 (Wreschen, Pleschen, Jarotschin), Polnische Fraktion
- Dziembowski-Bomst, Stephan von, Rittergutsbesitzer,
WK Posen 3 (Meseritz, Bomst), Deutsche Reichspartei (Nachwahl 1894)

## E

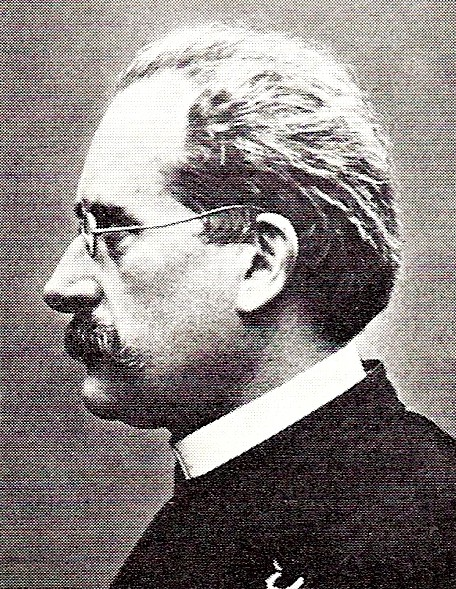
Adolph von Elm

- Eck, Johann, Bürgermeister Hopferstadt,
WK Unterfranken 2 (Kitzingen, Gerolzhofen, Ochsenfurt, Volkach), Zentrum
- Ehni, Georg, Kommerzienrat Stuttgart,
WK Württemberg 5 (Esslingen, Nürtingen, Kirchheim, Urach), Deutsche Volkspartei
- Elm, Adolph von, Zigarrenmacher,
WK Schleswig-Holstein 6 (Pinneberg, Segeberg), SPD (Nachwahl 1894)
- Engels, Ernst, Oberbergrat Clausthal,
 WK Hannover 13 (Goslar, Zellerfeld, Ilfeld), Deutsche Reichspartei
- Enneccerus, Ludwig, Professor der Rechte Göttingen,
WK Oldenburg 1 Oldenburg, (Eutin, Birkenfeld), Nationalliberale Partei
- Euler, Jakob, Tischler Bensberg,
WK Münster 3 (Borken, Recklinghausen), Zentrum

## F

Otto Fischbeck
Richard Fischer
Karl Hermann Förster
Wilhelm Frank

- Feddersen, Theodor, Landwirt Südergaarde,
 WK Schleswig-Holstein 4 (Tondern, Husum, Eiderstedt), Nationalliberale Partei
- Fink, Philipp, Landwirt Weyer,
WK Wiesbaden 4 (Limburg, Oberlahnkreis, Unterlahnkreis), Hospitant der Nationalliberalen Partei
- Fischbeck, Otto, Syndikus,
WK Düsseldorf 1 (Remscheid, Lennep, Mettmann), FVp (Nachwahl 1895)
- Fischer, Richard, Parteisekretär,
WK Berlin 2 (Schöneberger Vorstadt, Friedrichsvorstadt, Tempelhofer Vorstadt, Friedrichstadt-Süd), SPD
- Förster, Karl Hermann, Zigarrenfabrikant Hamburg,
WK Reuß älterer Linie, SPD
- Förster, Paul, Gymnasialprofessor,
WK Köslin 5 (Neustettin), Deutsche Reformpartei (Nachwahl 1893)
- Frank, Georg, Landwirt Pforzheim,
WK Baden 9 (Pforzheim, Ettlingen), Nationalliberale Partei
- Frank, Wilhelm, katholischer Pfarrer in Berlin,
WK Oppeln 8 (Ratibor), Zentrum
- Frege, Arnold Woldemar, Rittergutsbesitzer,
 WK Sachsen 14 (Borna, Geithain, Rochlitz), Deutschkonservative Partei
- Frese, Hermann, Tabakhändler Bremen,
WK Bremen, Freisinnige Vereinigung
- Friedberg, Robert, Professor in Halle,
WK Anhalt 2 (Bernburg, Köthen, Ballenstedt), Nationalliberale Partei
- Fritzen, Aloys, Landesrat,
 WK Düsseldorf 9 (Kempen), Zentrum
- Fritzen, Karl, Richter,
WK Düsseldorf 7 (Rees, Moers), Zentrum (Nachwahl 1895)
- Frohme, Karl, Schriftsteller,
 WK Schleswig-Holstein 8 (Altona, Stormarn), SPD
- Fuchs, Eduard, Kaufmann Köln,
WK Arnsberg 5(Bochum, Gelsenkirchen, Hattingen, Herne), Zentrum
- Fürstenberg, Karl Egon IV. zu, Erbfürst,
WK Baden 2 (Donaueschingen, Villingen), fraktionslos (Nachwahl 1893)
- Fusangel, Johannes, Journalist,
WK Arnsberg 2 (Olpe, Arnsberg, Meschede), Zentrum

Aloys Fritzen
Karl Fritzen
Karl Frohme
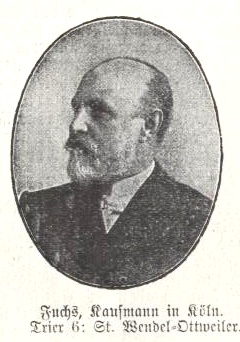
Eduard Fuchs

## G

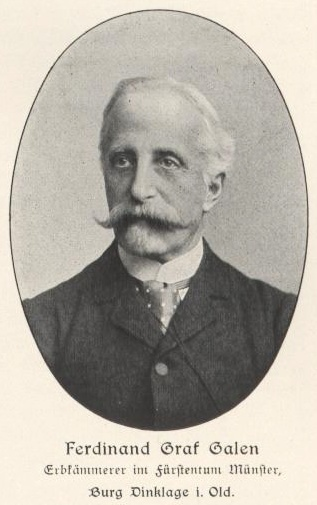
Ferdinand von Galen
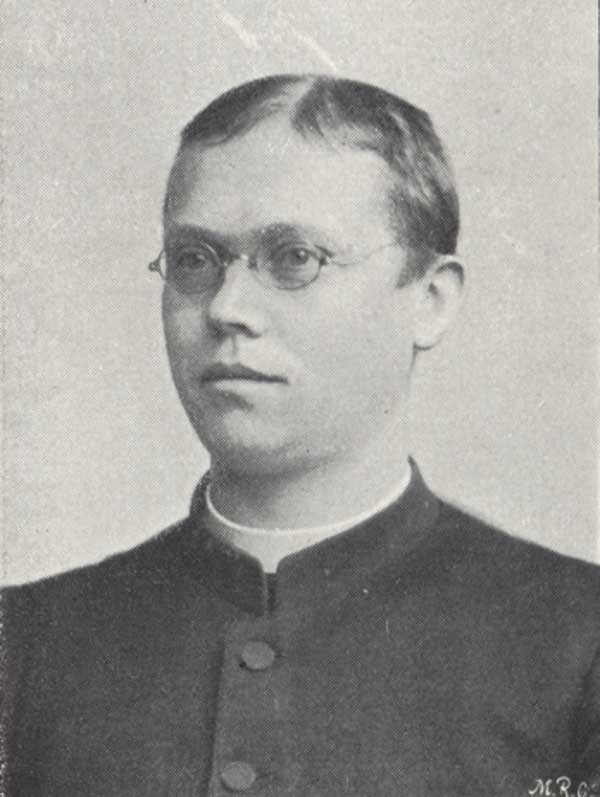
Liborius Gerstenberger
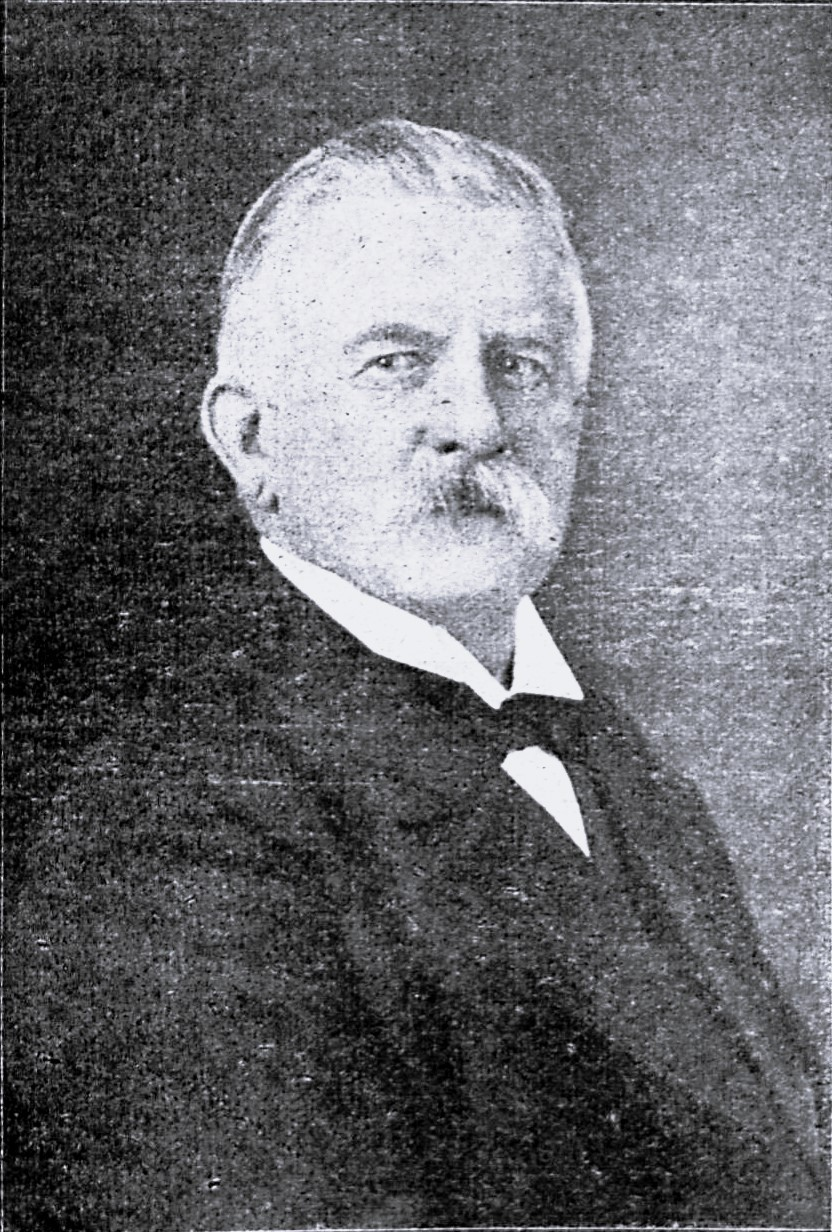
Heinrich Adolf Görtz
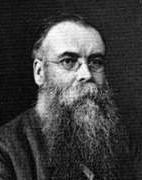
Adolf Gröber
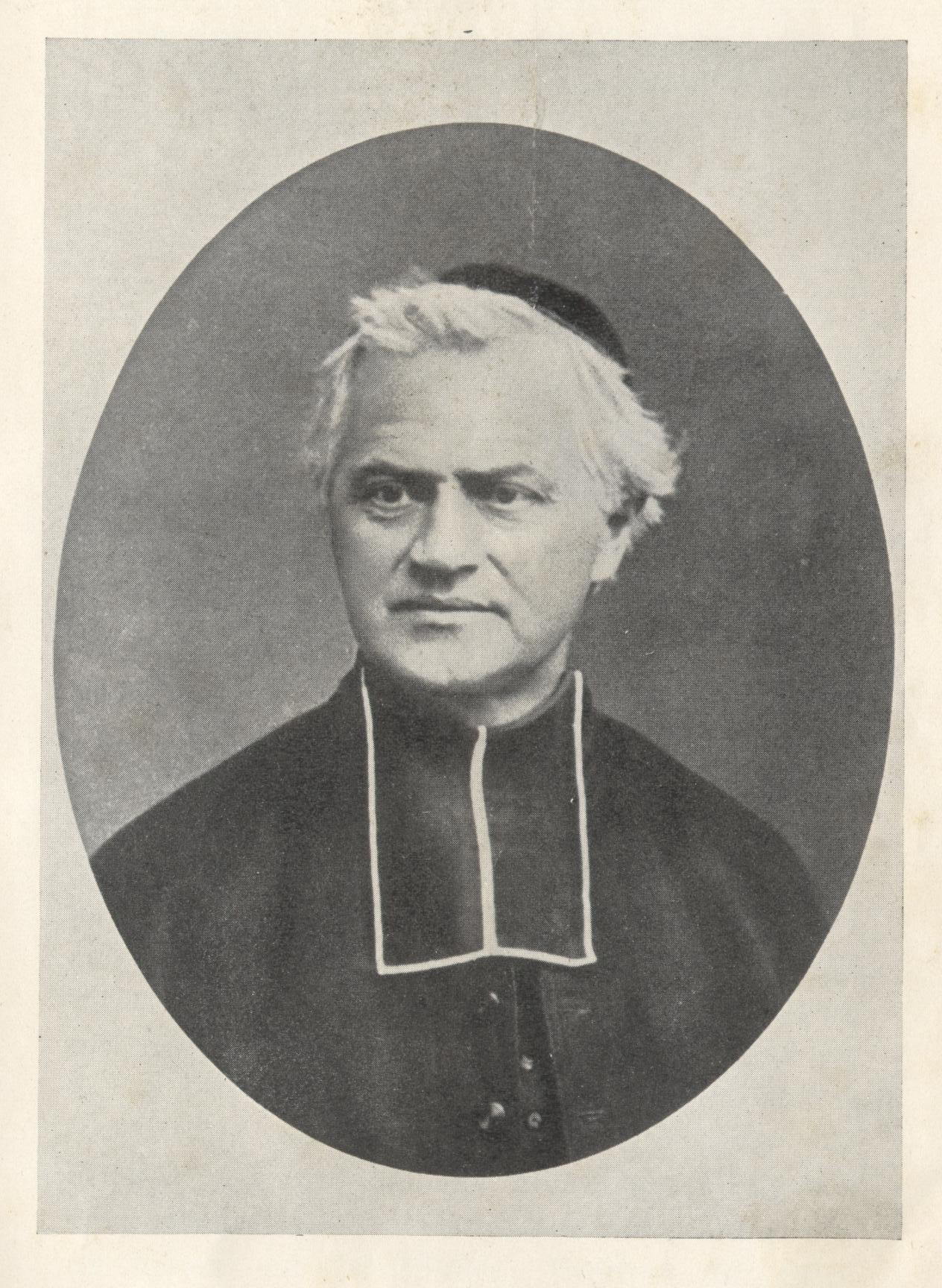
Joseph Guerber

- Galen, Ferdinand Heribert von, Erbkämmerer des Fürstentums Münster,
 WK Oldenburg 3 (Vechta, Delmenhorst, Cloppenburg, Wildeshausen, Berne, Friesoythe), Zentrum
- Galler, Julius Oskar, Buchhändler Stuttgart,
WK Württemberg 8 (Freudenstadt, Horb, Oberndorf, Sulz), Deutsche Volkspartei
- Gamp-Massaunen, Karl von, Rat im Preußischen Handelsministerium,
WK Marienwerder 8 (Deutsch-Krone), Deutsche Reichspartei
- Gaulke, Max, Amtsrichter Pasewalk,
WK Stettin 2 (Ueckermünde, Usedom-Wollin), Freisinnige Vereinigung
- Gerisch, Alwin, Maschinenbauer,
WK Sachsen 23 (Plauen), SPD (Nachwahl 1894)
- Gerlach, August von, Landrat Kammin,
WK Köslin 3 (Köslin, Kolberg-Körlin, Bublitz), Deutschkonservative Partei
- Gerstenberger, Liborius, Pfarrer,
WK Unterfranken 1 (Aschaffenburg), Zentrum (Nachwahl 1895)
- Gescher, Alfred, Landrat Kreis Rees,
 WK Düsseldorf 7 (Moers, Rees), Deutschkonservative Partei
- Geyer, Friedrich, Zigarrenfabrikant,
 WK Sachsen 13 (Leipzig-Land, Taucha, Markranstädt, Zwenkau), SPD
- Göllner, Emil, Gutsbesitzer Pilzen,
WK Breslau 9 (Striegau, Schweidnitz), FVp
- Görtz, Heinrich Adolf, Rechtsanwalt und Notar Lübeck,
WK Lübeck, Freisinnige Vereinigung
- Gräfe, Heinrich, Blumenfabrikant Bischofswerda,
WK Sachsen 3 (Bautzen, Kamenz, Bischofswerda), Deutsche Reformpartei
- Grand-Ry, Andreas von, Gutsbesitzer,
 WK Koblenz 6 (Adenau, Cochem, Zell), Zentrum
- Greiß, Adolf, Landgerichtsrat Köln,
WK Köln 1 (Köln-Stadt), Zentrum
- Grillenberger, Karl, Korrektor in einer Druckerei,
 WK Mittelfranken 1 (Nürnberg), SPD
- Gröben-Arenstein, Louis von der, Rittergutsbesitzer Arenstein,
WK Königsberg 5 (Heiligenbeil, Preußisch-Eylau), Deutschkonservative Partei
- Gröber, Adolf, Landgerichtsrat,
WK Württemberg 15 (Ehingen, Blaubeuren, Laupheim, Münsingen), Zentrum
- Gültlingen, Wilhelm von, Landgerichtsrat,
 WK Württemberg 7 (Nagold, Calw, Neuenbürg, Herrenberg), Deutsche Reichspartei
- Günther, Julius, Landgerichtspräsident Naumburg,
WK Merseburg 8 (Naumburg, Weißenfels, Zeitz), Nationalliberale Partei
- Guerber, Joseph, Kanoniker,
 WK Elsaß-Lothringen 4 (Gebweiler), Elsaß-Lothringer
- Gustedt-Lablacken, Werner von, Herrschaftsbesitzer,
WK Königsberg 2 (Labiau, Wehlau), Deutschkonservative Partei

## H

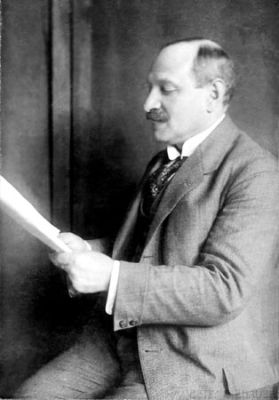
Hugo Haase
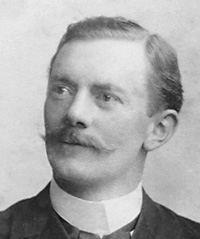
Diederich Hahn
Friedrich Hammacher
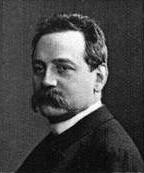
Conrad Haußmann
Fritz Herbert

- Haag, Martin, Weingärtner Heilbronn,
WK Württemberg 3, (Heilbronn, Besigheim, Brackenheim), Deutsche Volkspartei
- Haake, Gustav, Gutsbesitzer Letschin,
WK Frankfurt 4 (Frankfurt (Oder), Lebus), Deutsche Reichspartei
- Haas, Marie Bernhard, Arzt in Metz,
 WK Elsaß-Lothringen 14 (Metz), Elsaß-Lothringer
- Haase, Hugo, Rechtsanwalt,
WK Königsberg 3 (Königsberg-Stadt), SPD (Nachwahl 1897)
- Haehnle, Hans, Fabrikant,
WK Württemberg 14 (Ulm, Heidenheim, Geislingen), Deutsche Volkspartei (Nachwahl 1895)
- Hänichen, Felix Oskar, Kaufmann Lockwitz,
WK Sachsen 6 (Dresden-Land links der Elbe, Dippoldiswalde), Deutsche Reformpartei
- Hahn, Diederich, Angestellter Deutsche Bank
WK Hannover 19 (Neuhaus (Oste), Hadeln, Lehe, Kehdingen, Jork), Hospitant der Nationalliberalen Partei
- Hammacher, Friedrich, Rentier,
WK Düsseldorf 6 (Duisburg, Mülheim an der Ruhr, Ruhrort, Oberhausen), Nationalliberale Partei
- Hammerstein, Wilhelm Joachim von, Chefredakteur Kreuzzeitung,
 WK Minden 2 (Herford, Halle (Westfalen)), Deutschkonservative Partei
- Harl, Christian, Pfarrer in Dorfen,
WK Oberbayern 5 (Wasserburg, Erding, Mühldorf), Zentrum
- Harm, Friedrich, Kaufmann,
WK Düsseldorf 2 (Elberfeld, Barmen), SPD
- Hartmann, Franz, Grundbesitzer Labitsch,
WK Breslau 12 (Glatz, Habelschwerdt), Zentrum
- Hartmann, Friedrich, Landwirt,
WK Württemberg 11 (Hall, Backnang, Öhringen, Neckarsulm, Weinsberg), Deutsche Volkspartei
- Hasse, Ernst, Professor Leipzig,
WK Sachsen 12 (Leipzig-Stadt), Hospitant der Nationalliberalen Partei
- Hauffe, Friedrich Wilhelm, Gutsbesitzer und Stadtrat in Dahlen,
 WK Sachsen 11 (Oschatz, Wurzen, Grimma), Deutschkonservative Partei
- Haus, Adam, Pfarrer in Wörth a. M.,
WK Unterfranken 1 (Aschaffenburg, Alzenau, Obernburg, Miltenberg), Zentrum
- Haußmann, Conrad, Rechtsanwalt Stuttgart,
WK Württemberg 9 (Balingen, Rottweil, Spaichingen, Tuttlingen), Deutsche Volkspartei
- Heereman von Zuydwyck, Clemens von, Rittergutsbesitzer,
WK Münster 2 (Münster, Coesfeld), Zentrum
- Heim, Georg, Publizist,
WK Oberpfalz 5 (Neustadt a. d. Waldnaab, Vohenstrauß, Tirschenreuth), Zentrum (Nachwahl 1897)
- Herbert, Fritz, Buchdrucker Stettin,
 WK Stettin 4 (Stettin-Stadt), SPD
- Herder, Gottfried von, Rittergutsbesitzer Rauenstein,
WK Sachsen 20 (Marienberg, Zschopau), Deutschkonservative Partei
- Hermes, Otto, Direktor des Berliner Aquariums,
WK Liegnitz 7 (Landeshut, Jauer, Bolkenhain), FVp
- Hertling, Georg von, Publizist,
WK Köln 4 (Rheinbach, Bonn), Zentrum (Nachwahl 1896)
- Herzog, Hermann, Textilfabrikant Neugersdorf,
WK Sachsen 2 (Löbau), FVp
- Hesse, Heinrich, Rentner in Paderborn,
WK Minden 4 (Paderborn, Büren), Zentrum
- Cornelius von Heyl zu Herrnsheim, Lederindustrieller Worms,
WK Hessen 7 (Worms, Heppenheim, Wimpfen), Nationalliberale Partei
- Hilgendorff, Robert, Rittergutsbesitzer Platzig,
WK Marienwerder 7 (Schlochau, Flatow), Deutschkonservative Partei (Nachwahl 1894)
- Hilpert, Leonhard, Metzger Windsheim,
 WK Mittelfranken 6 (Rothenburg ob der Tauber, Neustadt an der Aisch), Bayerischer Bauernbund
- Himburg, Ernst, Rittergutsbesitzer,
WK Magdeburg 2 (Stendal, Osterburg), Deutschkonservative Partei (Nachwahl 1894)
- Hirschel, Otto, Architekt Frankfurt,
WK Hessen 6 (Erbach, Bensheim, Lindenfels, Neustadt im Odenwald), Deutsche Reformpartei
- Hische, Heinrich, Direktor Zuckerfabrik Bennigsen,
WK Hannover 9 (Hameln, Linden, Springe), Nationalliberale Partei
- Hitze, Franz, Generalsekretär des „Arbeiterwohl“,
WK Aachen 5 (Geilenkirchen, Heinsberg, Erkelenz), Zentrum
- Hodenberg, Hermann von, Rittergutsbesitzer Ribbesbüttel,
WK Hannover 10 (Hildesheim, Marienburg, Alfeld (Leine), Gronau), Deutsch-Hannoversche Partei
- Hoeffel, Johannes, Arzt und Bürgermeister von Buchsweiler,
WK Elsaß-Lothringen 11 (Zabern), Deutsche Reichspartei
- Hofmann, Franz, Zigarrenfabrikant,
WK Sachsen 22 (Auerbach, Reichenbach), SPD
- Hofmann, Heinrich, Amtsrichter Rennerod,
 WK Wiesbaden 5 (Dillkreis, Oberwesterwald), Hospitant der Nationalliberalen Partei
- Hofmann, Theodor, Pfarrer Urlau,
WK Württemberg 13 (Aalen, Gaildorf, Neresheim, Ellwangen), Zentrum (Nachwahl 1896)
- Hohenlohe-Öhringen, Christian Kraft zu, Montanindustrieller,
WK Oppeln 1 (Kreuzburg, Rosenberg O.S.), Deutschkonservative Partei
- Hohenlohe-Schillingsfürst, Alexander zu, Bezirkspräsident Ober-Elsaß,
 WK Elsaß-Lothringen 10 (Hagenau, Weißenburg), Hospitant der Deutschkonservativen Partei
- Holleuffer, Hans Dietrich von, Landrat Löwenberg,
WK Liegnitz 5 (Löwenberg), Deutschkonservative Partei
- Holstein, Conrad Graf von, Gutsbesitzer
WK Schleswig-Holstein 9 (Oldenburg in Holstein, Plön), Deutschkonservative Partei
- Holtz, Otto, Rittergutsbesitzer,
WK Marienwerder 5 (Schwetz), Deutsche Reichspartei
- Hompesch-Rurich, Alfred Graf von, Rittergutsbesitzer,
WK Aachen 4 (Düren, Jülich), Zentrum
- Horn, Albert, fürstbischöflicher Stiftsassessor,
 WK Oppeln 12 (Neisse), Zentrum
- Horn, Georg, Glasmacher,
WK Sachsen 6 (Dresden-Land links der Elbe, Dippoldiswalde), SPD (Nachwahl 1895)
- Hornstein, Hermann von, Gutsbesitzer,
 WK Baden 2 (Donaueschingen, Villingen), fraktionslos konservativ
- Hosang, Jacob, Landwirt und Grubenbesitzer,
WK Magdeburg 5 (Neuhaldensleben, Wolmirstedt), Nationalliberale Partei
- Hubrich Alfred, Landwirt Neisse,
WK Oppeln 11 (Neustadt O.S.), Zentrum
- Hüpeden, Gustav, Gymnasialprofessor Kassel,
WK Kassel 2 (Kassel, Melsungen), Deutschkonservative Partei
- Hug, Friedrich, Stiftungsverwalter,
WK Baden 1 (Konstanz, Überlingen, Stockach), Zentrum
- Humann, Heinrich, Landwirt Neuenkirchen,
 WK Minden 3 (Bielefeld, Wiedenbrück), Zentrum

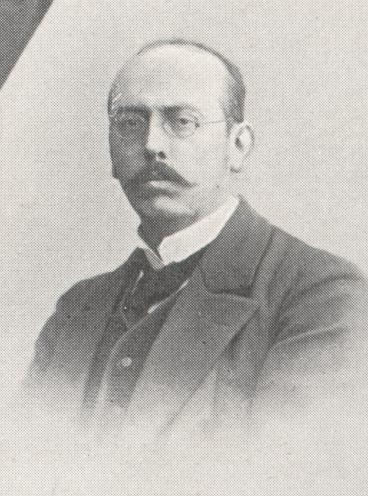
Georg Heim
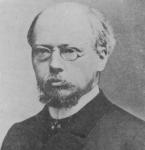
Georg von Hertling
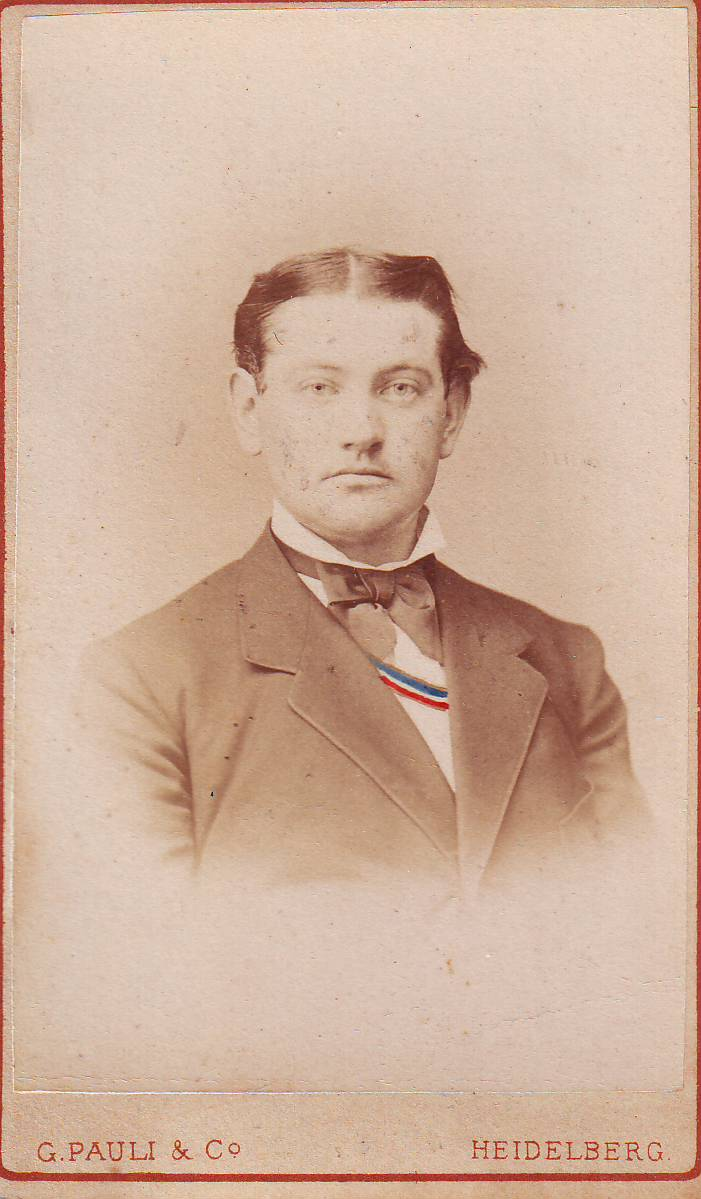
Ernst Himburg
Franz Hitze
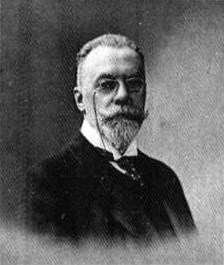
Christian Kraft zu Hohenlohe-Öhringen
A. Hompesch

## I
- Innhausen und Knyphausen, Edzard zu, Großgrundbesitzer,
 WK Hannover 1 (Emden, Norden, Weener), Hospitant der Deutschkonservativen Partei
- Iskraut, Karl, Pfarrer Gohfeld,
WK Kassel 4 (Eschwege, Schmalkalden, Witzenhausen), Deutschsoziale Reformpartei (Nachwahl 1895)

## J
- Jacobskötter, Johannes, Schneidermeister Erfurt,
WK Erfurt 4 (Erfurt, Schleusingen, Ziegenrück), Deutschkonservative Partei
- Jagow, Hermann von, Gutsbesitzer,
WK Magdeburg 2 (Stendal, Osterburg), Deutschkonservative Partei
- Janta-Polczynski, Roman von, Rittergutsbesitzer,
WK Danzig 4 (Neustadt (Westpr.), Putzig, Karthaus), Polnische Fraktion
- Jazdzewski, Ludwig von, katholischer Theologe
WK Posen 9 (Krotoschin, Koschmin), Polnische Fraktion
- Jebsen, Michael, Dampfschiffreeder,
WK Schleswig-Holstein 2 (Apenrade, Flensburg), Nationalliberale Partei
- Jöst, Franz, Kehlleistenfabrikant in Mainz,
WK Hessen 9 (Mainz, Oppenheim), SPD
- Johannsen, Gustav, Redakteur und Zeitungsverleger,
WK Schleswig-Holstein 1 (Hadersleben, Sonderburg), Däne
- Jorns, Fritz, Kupferwerksbesitzer,
WK Hannover 11 (Einbeck, Northeim, Osterode am Harz, Uslar), Nationalliberale Partei

## K

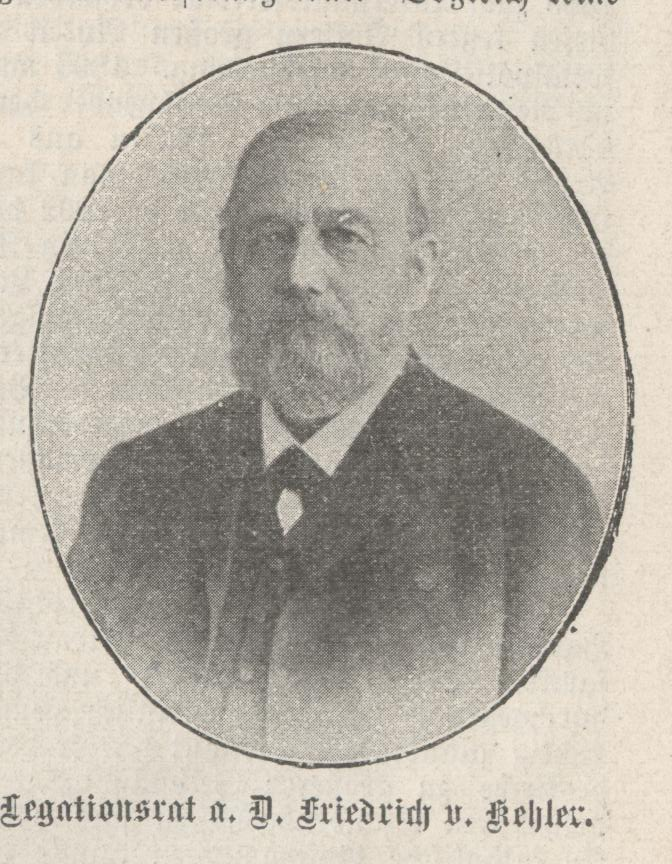
Friedrich von Kehler
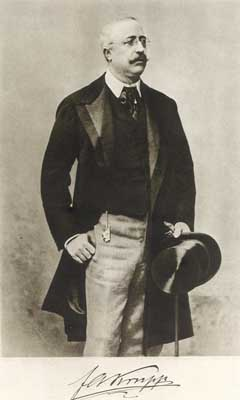
Friedrich Alfred Krupp
Julius Kopsch
August Kühn

- Kalkstein, Michael von, Rittergutsbesitzer,
WK Danzig 5 (Berent, Preußisch Stargard, Dirschau), Polnische Fraktion
- Kalmring, Gottfried, Bürgermeister Kerpsleben,
WK Sachsen-Weimar-Eisenach 1 (Weimar, Apolda), Deutsche Reichspartei
- Kanitz, Hans von, Rittergutsbesitzer,
WK Gumbinnen 2 (Ragnit, Pillkallen), Deutschkonservative Partei
- Kanitz, Georg von, Hofmarschall a. D.,
WK Marienwerder 7 (Schlochau, Flatow), Deutschkonservative Partei
- Kardorff, Wilhelm von, Unternehmer,
 WK Breslau 3, (Groß Wartenberg, Oels), Deutsche Reichspartei
- Kauffmann, Gustav, Rechtsanwalt und Notar in Berlin,
WK Liegnitz 6 (Goldberg-Haynau), FVp
- Kehler, Friedrich von, Legationsrat a. D.,
 WK Düsseldorf 10 (Gladbach), Zentrum
- Kercher, Friedrich, Schultheiß von Iptingen,
WK Württemberg 4 (Böblingen, Vaihingen, Leonberg, Maulbronn), Deutsche Volkspartei
- Keßler, Franz Joseph, Bürgermeister Lohr am Main,
 WK Unterfranken 3 (Lohr, Karlstadt, Hammelburg, Marktheidenfeld, Gemünden), Zentrum
- Klees, Wilhelm, Zigarrenmacher und Stadtrat Magdeburg,
WK Magdeburg 4 (Magdeburg), SPD
- Kleist-Retzow, Hugo von, Rittergutsbesitzer
 WK Köslin 4 (Belgard, Schivelbein, Dramburg), Deutschkonservative Partei
- Klemm, Eduard, Rittergutsbesitzer Freienbessingen,
WK Erfurt 3 (Mühlhausen, Langensalza, Weißensee), Hospitant der Deutschen Reichspartei
- Klemm, Friedrich Alfred, Kaufmann Dresden,
WK Sachsen 4 (Dresden rechts der Elbe, Radeberg, Radeburg), Deutsche Reformpartei
- Klose, Florian, Gutsbesitzer,
WK Oppeln 9 (Leobschütz), Zentrum
- Knörcke, Gustav, Lehrer,
WK Merseburg 1 (Liebenwerda, Torgau), FVp (Nachwahl 1897)
- Köhler, Philipp, Landwirt Bettenhausen,
 WK Hessen 1 (Gießen, Grünberg, Nidda), Deutsche Reformpartei
- König, Adolf, Arzt Witten,
WK Kassel 1 (Rinteln, Hofgeismar, Wolfhagen), Deutsche Reformpartei (Nachwahl 1893)
- Koepp, Rudolph, Unternehmer Chemische Werke,
 WK Wiesbaden 2 (Wiesbaden, Rheingau, Untertaunus), Freisinnige Vereinigung
- Komierowski, Roman von, Rittergutsbesitzer,
 WK Bromberg 5 (Gnesen, Wongrowitz, Witkowo), Polnische Fraktion
- Kopsch, Julius, Lehrer,
WK Liegnitz 5 (Löwenberg), FVp (Nachwahl 1896)
- Kosciol-Koscielski, Joseph von, Rittergutsbesitzer,
 WK Bromberg 4 (Inowrazlaw, Mogilno, Strelno), Polnische Fraktion
- Kraemer, Heinrich, Bürgermeister Kirchen (Sieg),
WK Koblenz 1 (Wetzlar, Altenkirchen), Nationalliberale Partei
- Krebs, Cölestin, Amtsgerichtsrat Liebstadt,
WK Königsberg 6 (Braunsberg, Heilsberg), Zentrum
- Kröber, Adolf, Unternehmer und Magistratsrat in München,
WK Mittelfranken 3 (Ansbach, Schwabach, Heilsbronn), Deutsche Volkspartei
- Kropatscheck, Hermann, Oberlehrer a. D.,
WK Potsdam 9 (Zauch-Belzig, Jüterbog-Luckenwalde), Deutschkonservative Partei
- Krüger, Hugo, Kreisdirektor Gandersheim,
WK Braunschweig 3 (Holzminden, Gandersheim), Nationalliberale Partei
- Krupp, Friedrich Alfred, Industrieller,
WK Düsseldorf 5 (Essen), Hospitant der Deutschen Reichspartei
- Kruse, Ernst, Arzt auf Norderney,
WK Hannover 2 (Aurich, Wittmund, Leer), Nationalliberale Partei
- Krzyminski, Josef, Arzt Inowroclaw,
WK Bromberg 4 (Inowrazlaw, Mogilno, Strelno) Polnische Fraktion, (Nachwahl 1894)
- Kubicki, Karl, Kaufmann Schroda,
WK Posen 7 (Schrimm, Schroda), Polnische Fraktion
- Küchly, Peter, Erzpriester Saarburg,
 WK Elsaß-Lothringen 15 (Saarburg, Chateau-Salins), Elsaß-Lothringer
- Kühn, August, Schneidermeister,
WK Breslau 11 (Reichenbach, Neurode), SPD
- Kunert, Fritz, Lehrer,
WK Merseburg 4 (Halle (Saale), Saalkreis), SPD (Nachwahl 1896)
- Kwilecki, Hektor von, Rittergutsbesitzer,
 WK Posen 2 (Samter, Birnbaum, Obornik, Schwerin (Warthe)), Polnische Fraktion

## L

Carl Legien
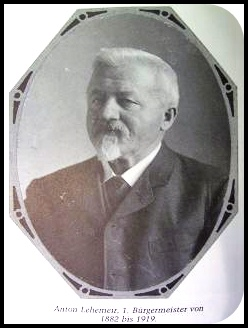
Anton Lehemeir
Franz Xaver Lender
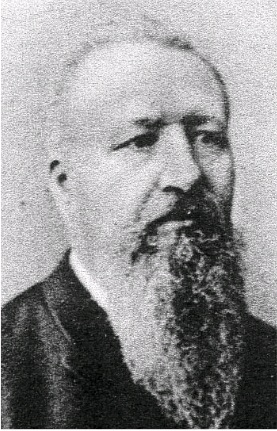
Paul Letocha
Albert von Levetzow

- Lama, Karl Ritter von, Buchhändler Regensburg,
 WK Oberpfalz 1 (Regensburg, Burglengenfeld, Stadtamhof), Zentrum
- Langen, Friedrich von, Rittergutsbesitzer Groß Lüdershagen,
 WK Stralsund 1 (Rügen, Stralsund, Franzburg), Deutschkonservative Partei
- Langerfeldt, Georg, Rechtsanwalt Bückeburg,
WK Schaumburg-Lippe, FVg
- Langerhans, Paul, Arzt,
WK Berlin 1 (Alt-Berlin, Cölln, Friedrichswerder, Dorotheenstadt, Friedrichstadt-Nord), FVp
- Legien, Carl, Gewerkschaftsführer,
WK Schleswig-Holstein 7 (Kiel, Rendsburg), SPD
- Lehemeir, Anton, Bürgermeister Trostberg,
WK Oberbayern 8 (Traunstein, Laufen, Berchtesgaden, Altötting), Zentrum
- Lehner, Johann, Amtsgerichtssekretär und Ökonomiebesitzer,
WK Oberpfalz 5 (Neustadt a. d. Waldnaab, Vohenstrauß, Tirschenreuth), Zentrum
- Leipziger-Kropstädt, Karl von, Rittergutsbesitzer Kropstädt,
WK Merseburg 2 (Schweinitz, Wittenberg), Deutschkonservative Partei
- Lender, Franz Xaver, Dekan und Pfarrer in Sasbach,
WK Baden 8 (Rastatt, Bühl, Baden-Baden), Zentrum
- Lenzmann, Julius, Rechtsanwalt und Notar,
WK Arnsberg 3 (Altena, Iserlohn, Lüdenscheid), FVp
- Leonhard, Franz Xaver, Stadtpfarrer Deggendorf,
WK Niederbayern 5 (Deggendorf, Regen, Viechtach, Kötzting), Zentrum
- Lerno, Franz Xaver, Landgerichtsrat Weiden,
 WK Oberpfalz 2 (Amberg, Nabburg, Sulzbach, Eschenbach), Zentrum
- Lerzer, Johann, Ökonom und Bürgermeister in Thannhausen,
WK Oberpfalz 3 (Neumarkt, Velburg, Hemau), Zentrum
- Lessing, Gotthold, Gutsbesitzer Meseberg,
WK Potsdam 3 (Ruppin, Templin), FVp (Nachwahl 1896)
- Letocha, Paul, Amtsgerichtsrat Berlin,
WK Oppeln 6 (Kattowitz, Zabrze), Zentrum
- Leuschner, Ernst, Berg- und Hüttendirektor,
WK Merseburg 5 (Mansfelder Seekreis, Mansfelder Gebirgskreis), Deutsche Reichspartei
- Leuß, Hans, Schriftsteller,
WK Kassel 4 (Eschwege, Schmalkalden, Witzenhausen), Deutschsoziale Partei
- Levetzow, Albert von, Landesdirektor der Provinz Brandenburg,
WK Frankfurt 3 (Königsberg (Neumark)), Deutschkonservative Partei, als Reichstagspräsident fraktionslos
- Lieber, Ernst,
WK Wiesbaden 3 (St. Goarshausen, Unterwesterwald), Zentrum
- Lieber, Heinrich, Landwirt Stroga,
WK Sachsen 7 (Meißen, Großenhain, Riesa), Deutsche Reformpartei
- Liebermann von Sonnenberg, Max, Publizist,
WK Kassel 3 (Fritzlar, Homberg, Ziegenhain), Deutschsoziale Partei
- Liebknecht, Wilhelm, Journalist,
 WK Berlin 6 (Wedding, Gesundbrunnen, Moabit, Oranienburger Vorstadt, Rosenthaler Vorstadt), SPD
- Limburg-Stirum, Friedrich zu, Staatssekretär a. D.
WK Breslau 8 (Neumarkt, Breslau-Land), Deutschkonservative Partei
- Lingens, Joseph, Rechtsanwalt in Aachen,
WK Köln 5 (Siegkreis, Waldbröl), Zentrum
- Loesewitz, Friedrich von, Rittergutsbesitzer Lentschow
 WK Stralsund 2 (Greifswald, Grimmen), Deutsche Reichspartei
- Lorenzen, Asmus, Landwirt,
WK Schleswig-Holstein 3 (Schleswig, Eckernförde), Freisinnige Vereinigung
- Lotze, Carl Friedrich, Fabrikant Dresden,
WK Sachsen 8 (Pirna, Sebnitz), Deutsche Reformpartei
- Lüders, Erwin, Zivilingenieur,
WK Liegnitz 9 (Görlitz, Lauban), FVp
- Lütgenau, Franz, Lehrer,
WK Arnsberg 6 (Dortmund), SPD (Nachwahl 1895)
- Lüttich, Friedrich, Landwirt Esperstedt,
 WK Schwarzburg-Rudolstadt, Freisinnige Vereinigung
- Lutz, Friedrich, Brauereibesitzer,
WK Mittelfranken 5 (Dinkelsbühl, Gunzenhausen, Feuchtwangen), Deutschkonservative Partei

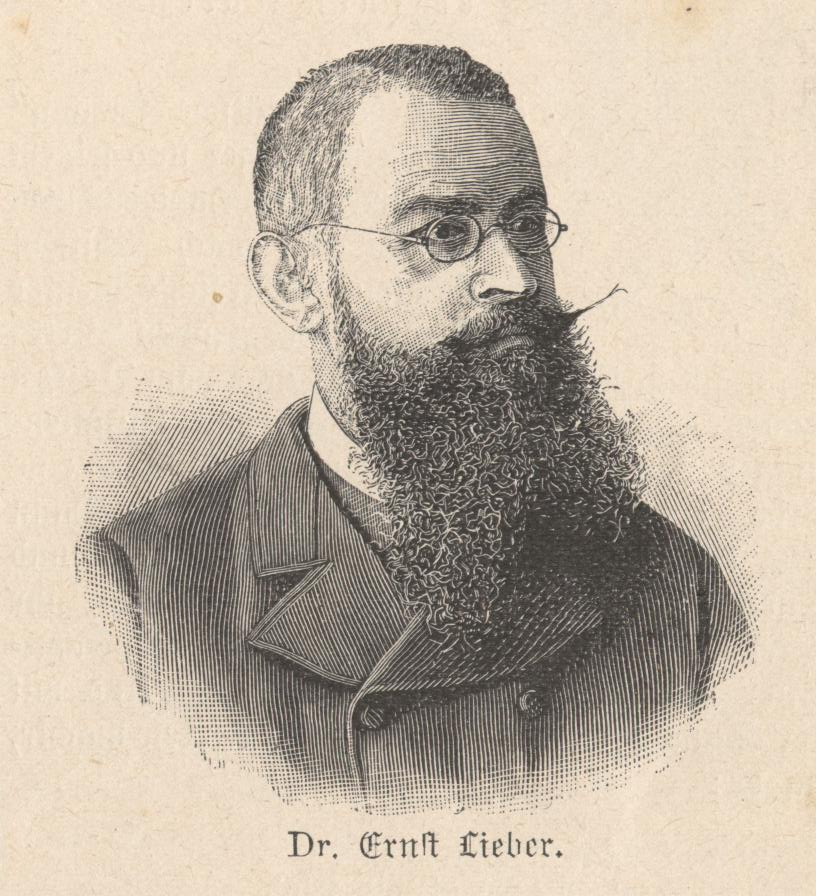
Ernst Lieber
Max Liebermann von Sonnenberg
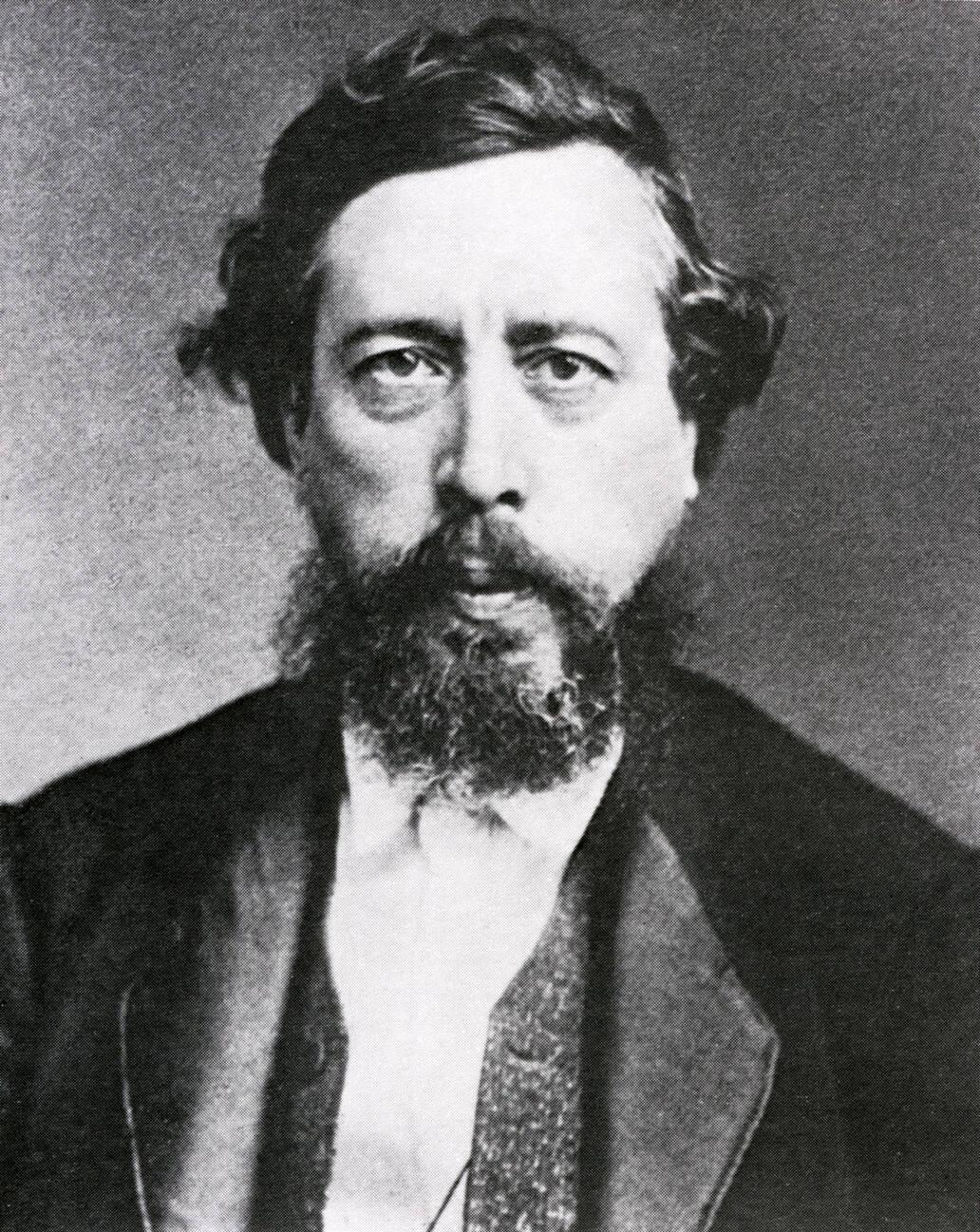
Wilhelm Liebknecht
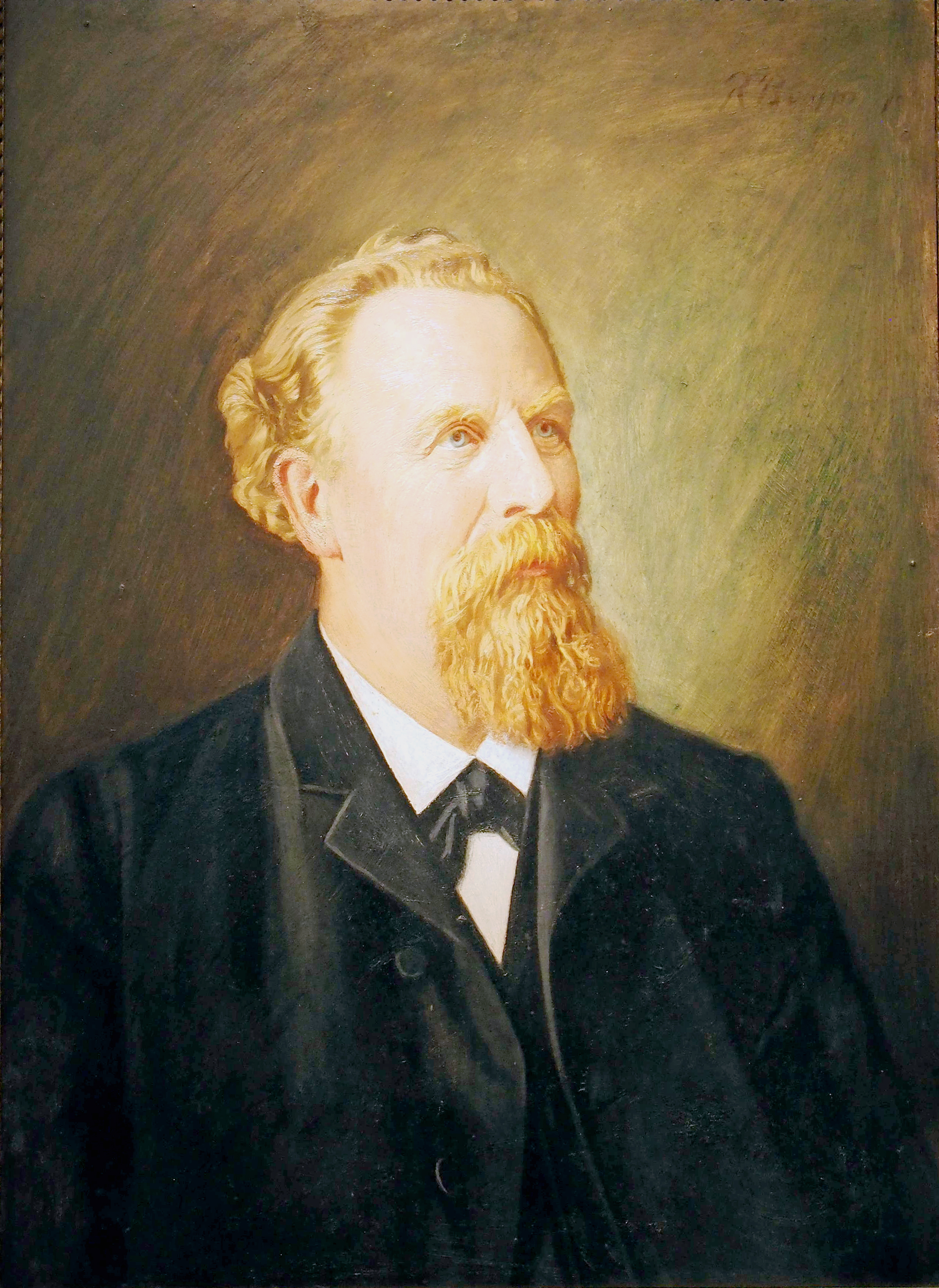
Erwin Lüders

## M

Eduard Marcour
Friedrich Wilhelm Metzger
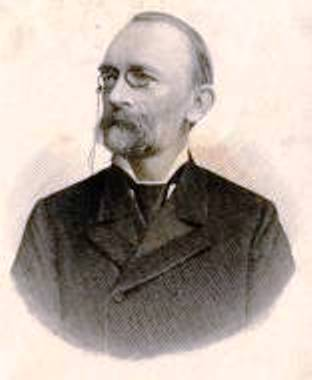
Theodor Adolf von Möller
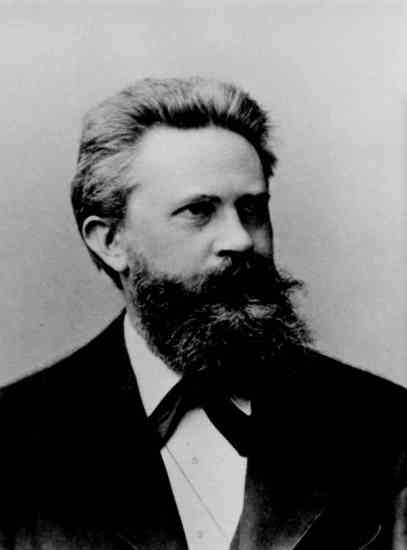
Hermann Molkenbuhr

- Maager, August, Rittergutsbesitzer,
WK Liegnitz 3 (Glogau), Freisinnige Vereinigung
- Maltzan-Wartenberg, Wilhelm von, Rittergutsbesitzer Moltzow,
WK Mecklenburg-Schwerin 4 (Waren, Malchin), Deutschkonservative Partei
- Manteuffel, Otto von, Landrat in Luckau,
WK Frankfurt 10 (Calau, Luckau), Deutschkonservative Partei
- Marbe, Ludwig, Rechtsanwalt Freiburg,
WK Baden 5 Freiburg, (Emmendingen), Zentrum
- Marcour, Eduard, Journalist,
WK Düsseldorf 8 (Kleve, Geldern), Zentrum
- Marquardsen, Heinrich von, Professor Erlangen,
 WK Pfalz 5 (Homburg, Kusel), Nationalliberale Partei
- Massow, Adolf von, Rittergutsbesitzer,
WK Köslin 2 (Bütow, Rummelsburg, Schlawe), Deutschkonservative Partei
- Mayer, Michael, Tischler und Bildhauer,
WK Niederbayern 1 (Landshut, Dingolfing, Vilsbiburg), Zentrum
- Meist, Carl, Tabakhändler und Gewerkschafter,
WK Düsseldorf 1 (Remscheid, Lennep, Mettmann), SPD
- Meister, Heinrich, Zigarren-Arbeiter,
WK Hannover 8 (Hannover), SPD
- Mentz, Julius, Domänenpächter Kampischkehmen,
 Gumbinnen 3 (Gumbinnen, Insterburg), Hospitant der Deutschkonservativen Partei
- Merbach, Kurt, Oberbergrat Freiberg,
WK Sachsen 9 (Freiberg, Hainichen), Deutsche Reichspartei
- Merz, Konstantin, Arzt,
WK Baden 2 (Donaueschingen, Villingen), Nationalliberale Partei (Nachwahl 1897)
- Metzger, Wilhelm, Klempner und Redakteur des Hamburger Echos,
WK Hamburg 3 (Vororte und Landherrenschaften), SPD
- Metzner, Carl, Maurer und Schornsteinfeger,
WK Oppeln 4 (Lublinitz, Tost-Gleiwitz), Zentrum
- Meyer, Alexander, Volksschullehrer,
WK Merseburg 4 (Halle (Saale), Saalkreis), Freisinnige Vereinigung
- Meyer, Paul, Rittergutsbesitzer Rottmannsdorf,
WK Danzig 2 (Danzig Land), Hospitant der Deutschen Reichspartei
- Mirbach, Julius von, Herrschaftsbesitzer,
 WK Gumbinnen 7 (Sensburg, Ortelsburg), Deutschkonservative Partei
- Möller, Heinrich, Bergarbeiter und Gewerkschafter,
WK Breslau 10 (Waldenburg), SPD
- Möller, Theodor, Unternehmer und Stadtrat Dortmund,
WK Arnsberg 6 (Dortmund, Hörde), Nationalliberale Partei
- Molkenbuhr, Hermann, Tabakarbeiter,
WK Hamburg 1 (Hamburg-Ost), SPD (Nachwahl 1893)
- Moltke, Otto von, Klosterprobst Uetersen,
 WK Schleswig-Holstein 6 (Pinneberg, Segeberg), Deutsche Reichspartei
- Mooren, Theodor, Bürgermeister,
 WK Aachen 3 (Aachen-Stadt), Zentrum
- Moritz, Josef, Bürgermeister Junkershausen,
WK Unterfranken 4 (Neustadt an der Saale, Brückenau, Mellrichstadt, Königshofen, Kissingen), Zentrum
- Müller-Sagan, Hermann, Verleger,
WK Liegnitz 2 (Sagan, Sprottau), FVp
- Müller, Julius Conrad, Gutsbesitzer Nutzhorn,
WK Waldeck, Hospitant der Deutschkonservativen Fraktion (Nachwahl 1895)
- Müller, Richard, ehemaliger Fabrikant und Stadtrat Fulda,
 WK Kassel 7 (Fulda, Schlüchtern, Gersfeld), Zentrum
- Müller, Wilhelm, Landwirt Scheeßel,
WK Hannover 17 (Harburg, Rotenburg in Hannover, Zeven), Hospitant der Deutschen Reichspartei
- Münch-Ferber, Walther, Textilfabrikant Hof,
WK Oberfranken 1 (Hof, Naila, Rehau, Münchberg), Nationalliberale Partei
- Munckel, August, Stadtverordnetenvorsteher Charlottenburg,
WK Liegnitz 1 (Grünberg, Freystadt), FVp

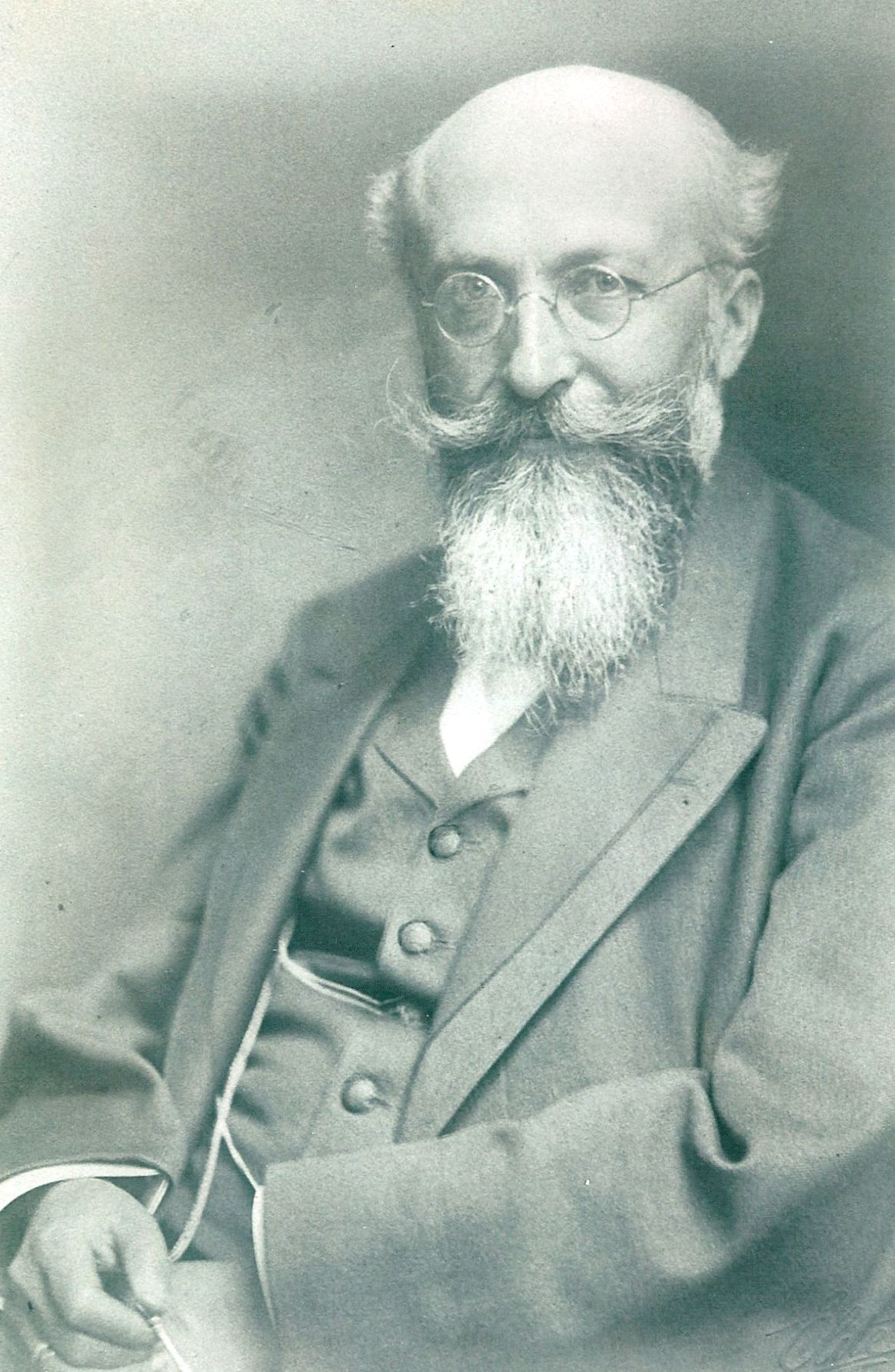
Hermann Müller-Sagan
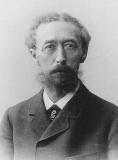
Richard Müller

## N
- Nadbyl, Bernhard, Rechtsanwalt und Notar in Neisse,
 WK Breslau 13 (Frankenstein, Münsterberg), Zentrum
- Nauck, Rudolf, Domänenpächter Groß-Schönfeld,
WK Mecklenburg-Strelitz, Deutschkonservative Partei
- Neckermann, Peter, Metzgermeister,
WK Unterfranken 6 (Würzburg), Zentrum
- Neumann, Julius Joseph, Katholischer Pfarrer in Hayingen,
WK Elsaß-Lothringen 13 (Bolchen, Diedenhofen), Elsaß-Lothringer
- Normann, Oskar von, Rittergutsbesitzer in Barkow,
 WK Stettin 7 (Greifenberg, Kammin), Deutschkonservative Partei

## O
- Oertel, Karl Michael, Buchdruckereibesitzer Nürnberg,
WK Mittelfranken 1 (Nürnberg), SPD (Nachwahl 1897)
- Olenhusen, Karl Götz von, Rittergutsbesitzer,
WK Hannover 12 (Göttingen, Duderstadt, Münden), Deutsch-Hannoversche Partei, Hospitant der Zentrumsfraktion
- Oriola, Waldemar von, Rittergutsbesitzer auf Schloss Büdesheim
WK Hessen 2 (Friedberg, Büdingen, Vilbel), Nationalliberale Partei
- Osann, Arthur, Rechtsanwalt Darmstadt,
 WK Hessen 4 (Darmstadt, Groß-Gerau), Nationalliberale Partei
- Osten, Alexander von der, Rittergutsbesitzer,
WK Stettin 3 (Randow, Greifenhagen), Deutschkonservative Partei

## P

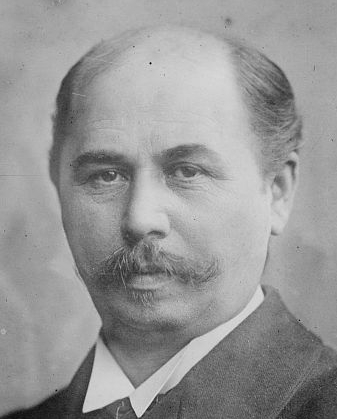
Hermann Paasche
Hermann Pachnicke
Friedrich von Payer

- Paasche, Hermann, Professor Marburg,
WK Sachsen-Meiningen 1 (Meiningen, Hildburghausen), Nationalliberale Partei
- Pachnicke, Hermann, Schriftsteller Berlin,
WK Mecklenburg-Schwerin 3 (Parchim, Ludwigslust), FVp
- Pauli, Moritz, Gymnasialprofessor Eberswalde,
WK Potsdam 5 (Oberbarnim), Deutsche Reichspartei
- Payer, Friedrich von, Rechtsanwalt Stuttgart,
WK Württemberg 6 (Reutlingen, Tübingen, Rottenburg), Deutsche Volkspartei
- Pëus, Heinrich, Publizist,
WK Potsdam 8 (Brandenburg an der Havel, Westhavelland), SPD (Nachwahl 1896)
- Pezold, Friedrich, Bierbrauer und Bürgermeister in Hollfeld,
WK Oberfranken 3 (Forchheim, Kulmbach, Pegnitz, Ebermannstadt), Zentrum
- Pflüger, Georg, Kaufmann Creglingen,
WK Württemberg 12 (Gerabronn, Crailsheim, Mergentheim, Künzelsau), Deutsche Volkspartei
- Pflüger, Markus, Gastwirt Lörrach,
 WK Baden 10 (Karlsruhe, Bruchsal), FVp
- Pichler, Franz Seraph,
WK Niederbayern 3 (Passau, Wegscheid, Wolfstein, Grafenau), Zentrum
- Pierson, Louis, Gutsbesitzer Ay,
WK Elsaß-Lothringen 14 (Metz), Elsaß-Lothringer (Nachwahl 1896)
- Pieschel, Theodor, Richter in Erfurt,
WK Schwarzburg-Sondershausen, Nationalliberale Partei
- Pingen, Theodor, Gutsbesitzer Dikopshof,
WK Köln 2 (Köln-Land), Zentrum
- Placke, Georg, Werftbesitzer Aken,
 WK Magdeburg 7 (Aschersleben, Quedlinburg, Calbe an der Saale), Nationalliberale Partei
- Ploetz, Berthold von, Gutsbesitzer,
WK Frankfurt 8 (Sorau, Forst), Deutschkonservative Partei
- Podbielski, Victor von, Offizier und Gutsbesitzer,
WK Potsdam 1 (Westprignitz), Deutschkonservative Partei
- Pöhlmann, Otto, Kreisdirektor Schlettstadt,
WK Elsaß-Lothringen 6 (Schlettstadt), Hospitant der Deutschkonservativen Partei
- Polenz, Maximilian von, Amtshauptmann Plauen,
WK Sachsen 23 (Plauen, Oelsnitz, Klingenthal), Deutschkonservative Partei
- Preiß, Jacques, Rechtsanwalt Colmar,
 WK Elsaß-Lothringen 3 (Kolmar), Elsaß-Lothringer
- Puttkamer, Bernhard von, Rittergutsbesitzer,
 WK Danzig 1 (Marienburg, Elbing), Deutschkonservative Partei

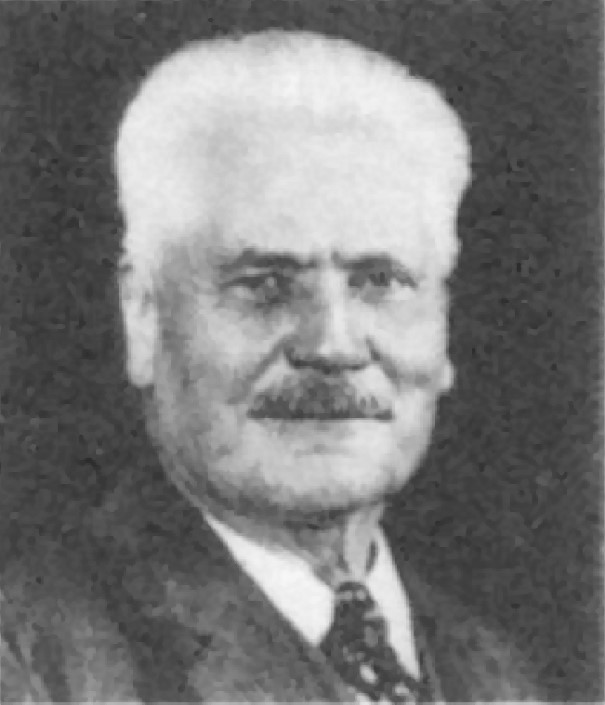
Heinrich Pëus
Markus Pflüger

## Q
- Quentin, Louis, Rechtsanwalt,
WK Minden 2 (Herford, Halle/Westfalen), Nationalliberale Partei (Nachwahl 1895)

## R

Hermann Paul Reißhaus
Eugen Richter

- Radwanski, Paul, Rechtsanwalt Pleß,
WK Oppeln 7 (Pleß, Rybnik), Zentrum (Nachwahl 1895)
- Radziwill, Ferdinand von, Fideikommissbesitzer,
WK Posen 10 (Adelnau, Schildberg, Ostrowo, Kempen in Posen), Polnische Fraktion
- Reibnitz, Hans von, Majoratsbesitzer,
WK Gumbinnen 1 (Tilsit, Niederung), FVp
- Reichert, Maximilian Wilhelm, Kaufmann,
 WK Baden 7 (Offenburg, Kehl), Zentrum
- Reichmuth, Hermann, Landwirt Olbersleben,
WK Sachsen-Weimar-Eisenach 1 (Weimar, Apolda), Deutsche Reichspartei (Nachwahl 1895)
- Reindl, Magnus Anton, Stadtpfarrer in Memmingen,
WK Schwaben 4 (Illertissen, Neu-Ulm, Memmingen, Krumbach), Zentrum
- Reißhaus, Hermann, eines Damen- und Herrenmodeartikelgeschäfts in Erfurt,
WK Sachsen-Meiningen 2 (Sonneberg, Saalfeld), SPD
- Rembold, Alfred, Rechtsanwalt,
WK Württemberg 17 (Ravensburg, Tettnang, Saulgau, Riedlingen), Zentrum
- Rettich, Meno, Domänenrat Rostock,
WK Mecklenburg-Schwerin 1 (Hagenow, Grevesmühlen ), Deutschkonservative Partei
- Richter, Eugen, Schriftsteller,
WK Arnsberg 4 (Hagen, Schwelm, Witten), FVp
- Rickert, Heinrich, Landesdirektor a. D.,
WK Danzig 3 (Danzig Stadt), Freisinnige Vereinigung
- Riekehof-Böhmer, August, Gutsbesitzer Vogelhorst,
 WK Lippe, Hospitant der Deutschkonservativen Partei
- Rimpau, Hans, Rittergutsbesitzer Emersleben,
WK Magdeburg 8 (Halberstadt, Oschersleben, Wernigerode), Nationalliberale Partei
- Rintelen, Victor, Oberjustizrat Berlin,
WK Trier 3 (Trier), Zentrum
- Ritter, Franz Carl, Landwirt Barnstädt,
WK Merseburg 7 (Querfurt, Merseburg), FVp
- Ritter, Julius, Gutsbesitzer Nakel,
 WK Bromberg 2 (Wirsitz, Schubin, Znin), Deutsche Reichspartei
- Roeren, Hermann, Jurist,
 WK Trier 4 (Saarlouis, Merzig, Saarburg), Zentrum
- Roesicke, Richard, Besitzer Schultheiss-Brauerei,
WK Anhalt 1 (Dessau, Zerbst), fraktionslos liberal
- Roon, Waldemar von, Generalleutnant a. D.,
WK Minden 1 (Minden, Lübbecke), Deutschkonservative Partei
- Rothbarth, Gustav, Landwirt Triangel,
WK Hannover 14 (Gifhorn, Celle, Peine, Burgdorf), Hospitant der Nationalliberalen Partei
- Rother, Robert, Gutsbesitzer Seegen,
 WK Breslau 5 (Ohlau, Strehlen, Nimptsch), Deutschkonservative Partei
- Rozycki, Wladyslaw, Rittergutsbesitzer Wlewsk,
WK Marienwerder 3 (Graudenz, Strasburg (Westpr.)), Polnische Fraktion
- Rudolphi, Wilhelm, Gymnasialdirektor a. D.,
WK Köln 3 (Bergheim (Erft), Euskirchen), Zentrum
- Rzepnikowski, Theophil, Mediziner,
WK Marienwerder 2 (Rosenberg (Westpr.), Löbau), Polnische Fraktion

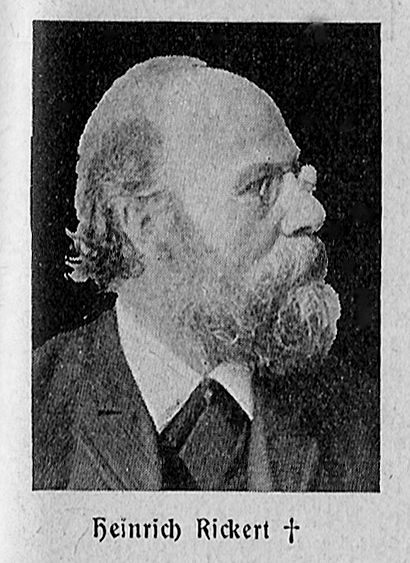
Heinrich Rickert
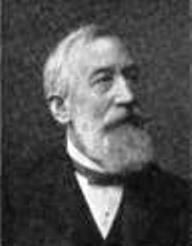
Viktor Rintelen
Hermann Roeren

## S

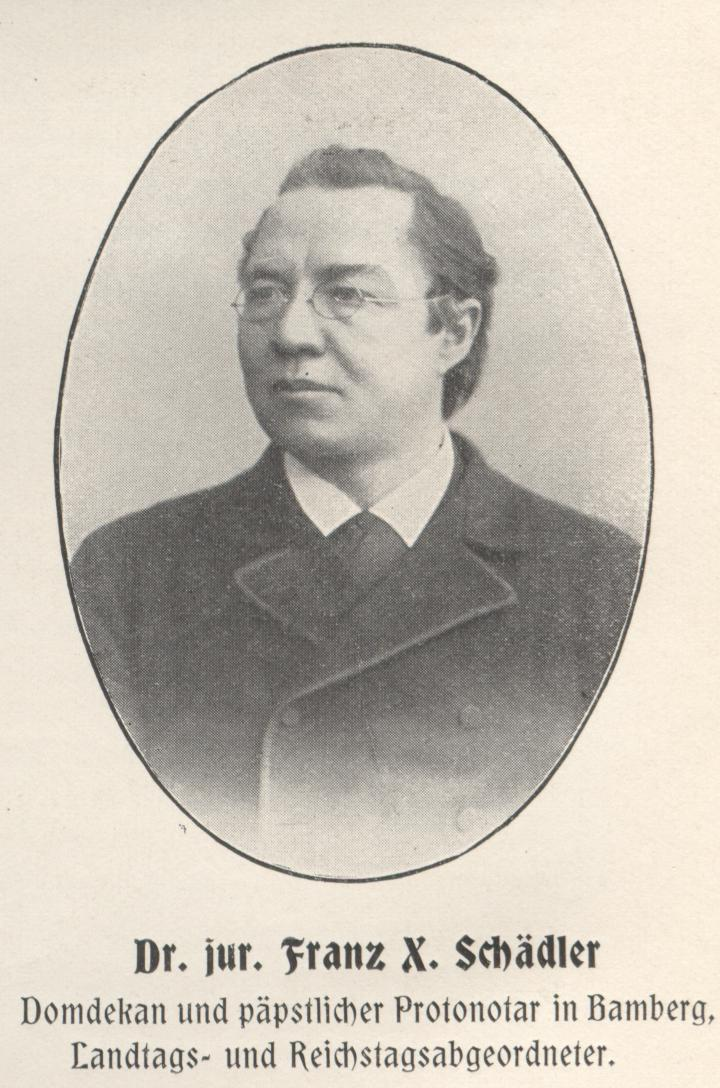
Franz Xaver Schädler
Alois Schmid
Robert Schmidt
Bruno Schönlank

- Sachsse, Bernhard, Rittergutsbesitzer Merschwitz,
WK Sachsen 10 (Döbeln, Nossen, Leisnig), Hospitant der Deutschkonservativen Partei
- Salisch, Heinrich von, Forstmann und Gutsherr,
WK Breslau 2 (Militsch, Trebnitz), Deutschkonservative Partei
- Saß-Jaworski, Julian von, Rittergutsbesitzer,
WK Marienwerder 5 (Schwetz), Polnische Fraktion (Nachwahl 1897)
- Saurma-Jeltsch, Johann Georg von, Fideikommissbesitzer,
 WK Breslau 4 (Namslau, Brieg), Deutschkonservative Partei
- Schädler, Franz, Katholischer Geistlicher,
WK Mittelfranken 4 (Eichstätt, Beilngries, Weissenburg), Zentrum
- Schaettgen, Friedrich, Fabrikant Haslach,
WK Baden 6 (Lahr, Wolfach), Zentrum
- Schall, Martin, Prediger Kladow,
WK Potsdam 7 (Potsdam, Osthavelland, Spandau), Deutschkonservative Partei
- Scherre, Carl August, Amtsvorsteher Leubingen,
WK Merseburg 6 (Sangerhausen, Eckartsberga), Deutsche Reichspartei
- Schippel, Max, Journalist,
WK Sachsen 16 (Chemnitz), SPD
- Schlieffen, Wilhelm von, Majoratsherr und Landrat Güstrow,
WK Mecklenburg-Schwerin 6 (Güstrow, Ribnitz), Hospitant der Deutschkonservativen Partei
- Schmid, Alois, Landwirt und Schriftsteller,
WK Schwaben 6 (Immenstadt, Sonthofen, Kempten (Allgäu), Lindau (Bodensee)), Zentrum
- Schmidt, Albert, Schriftsetzer und Redakteur,
WK Sachsen 15 (Mittweida, Frankenberg, Augustusburg), SPD
- Schmidt, Otto, Landgerichtsrat Berlin,
WK Minden 5 (Höxter, Warburg), Zentrum
- Schmidt, Reinhart, Fabrikbesitzer,
WK Hessen 8 (Bingen, Alzey), FVp (Nachwahl 1893)
- Schmidt, Robert, Arbeitersekretär,
WK Berlin 5 (Spandauer Vorstadt, Friedrich-Wilhelm-Stadt, Königsstadt-West), SPD
- Schmidt, Wilhelm, Privatlehrer Frankfurt am Main,
 WK Wiesbaden 6 (Frankfurt am Main), SPD
- Schmieder, Philipp, Oberlandesgerichtsrat Breslau,
WK Liegnitz 4 (Lüben, Bunzlau), FVp
- Schmitt, Adam Joseph, Rechtsanwalt,
WK Hessen 9 (Mainz), Zentrum (Nachwahl 1896)
- Schnaidt, Ferdinand, Bankdirektor Ludwigsburg,
WK Württemberg 2 (Cannstatt, Ludwigsburg, Marbach, Waiblingen), Deutsche Volkspartei
- Schmitt, Johann, Gutsbesitzer Reichenbach,
WK Pfalz 5 (Homburg, Kusel), Nationalliberale Partei (Nachwahl 1898)
- Schneider, Fritz, Schriftsteller,
WK Erfurt 1 (Nordhausen, Hohenstein), FVp
- Schoenaich-Carolath, Heinrich zu, Standesherr,
WK Frankfurt 7 (Guben, Lübben), fraktionslos liberal
- Schöning, Hermann von, Majoratsherr,
WK Stettin 5 (Pyritz, Saatzig), Deutschkonservative Partei
- Schönlank, Bruno, Chefredakteur Leipziger Volkszeitung,
WK Breslau 7 (Breslau-West), SPD
- Schöpf, Ludwig, Bürgermeister Pfaffenhausen,
WK Schwaben 5 (Kaufbeuren, Mindelheim, Oberdorf, Füssen), Zentrum
- Schroeder, Hugo, Staatsanwalt,
WK Frankfurt 2 (Landsberg (Warthe), Soldin), Freisinnige Vereinigung
- Schuler, Joseph, Pfarrer in Istein,
WK Baden 3 (Waldshut, Säckingen, Neustadt im Schwarzwald), Zentrum
- Schultz, Albert, Gutsbesitzer in Lupitz,
 WK Magdeburg 1 (Salzwedel, Gardelegen), Deutsche Reichspartei
- Schultze, Carl, Zigarrenhändler Königsberg,
WK Königsberg 3 (Königsberg-Stadt), SPD
- Schulz, Max, Weinhändler,
WK Potsdam 1 (Westprignitz), FVp (Nachwahl 1897)
- Schulze-Henne, Andreas, Gutsbesitzer Lohne,
WK Arnsberg 7 (Hamm, Soest), Nationalliberale Partei
- Schumacher, Georg, Lederhändler,
WK Düsseldorf 3 (Solingen), SPD
- Schwarze, Wilhelm, Amtsrichter,
 WK Arnsberg 8 (Lippstadt, Brilon), Zentrum
- Schwerdtfeger, Albert, Landwirt Osterlinde,
WK Braunschweig 2 (Helmstedt, Wolfenbüttel), Hospitant der Nationalliberalen Partei
- Schwerin-Löwitz, Hans von, Rittmeister a. D. und Rittergutsbesitzer,
WK Stettin 1 (Demmin, Anklam), Deutschkonservative Partei
- Seifert, Julius, Geschäftsführer Schadewitzer Konsumverein,
WK Sachsen 19 (Stollberg, Schneeberg), SPD
- Siegle, Gustav, Direktor BASF Ludwigshafen und Stuttgart,
WK Württemberg 1 (Stuttgart), Nationalliberale Partei
- Sigl, Johann Baptist, Verleger und Redakteur München,
WK Niederbayern 6 (Kelheim, Rottenburg, Mallersdorf), Bayerischer Bauernbund
- Simonis, Jacob Ignatius, Geistlicher,
WK Elsaß-Lothringen 5 (Rappoltsweiler), Elsaß-Lothringer
- Singer, Paul, Kaufmann,
WK Berlin 4 (Luisenstadt jenseits des Kanals, Stralauer Vorstadt, Königsstadt-Ost), SPD
- Slaski, Ludwig Mauritius von, Rittergutsbesitzer Trzebcz,
WK Marienwerder 4 (Thorn, Kulm, Briesen), Polnische Fraktion
- Spahn, Peter, Richter Oberlandesgericht Posen,
WK Köln 4 (Rheinbach, Bonn), Zentrum
- Speiser, Wilhelm, Landmaschinenfabrikant Göppingen,
WK Württemberg 10 (Gmünd, Göppingen, Welzheim, Schorndorf), Deutsche Volkspartei
- Sperber, Emil Victor von, Rittergutsbesitzer,
WK Gumbinnen 4 (Stallupönen, Goldap, Darkehmen), Deutschkonservative Partei
- Spies, Ignaz, Ehrenbürgermeister Schlettstadt,
WK Elsaß-Lothringen 6 (Schlettstadt), Elsaß-Lothringer (Nachwahl 1896)
- Stadthagen, Arthur, Rechtsanwalt Berlin,
WK Potsdam 6 (Niederbarnim), Lichtenberg, SPD
- Staudy, Ludwig von, Polizeipräsident,
WK Gumbinnen 5 (Angerburg, Lötzen), Deutschkonservative Partei
- Stein, Georg von, Fideikommissherr auf Gut Grasnitz,
WK Königsberg 8 (Osterode i. Opr., Neidenburg), Deutschkonservative Partei
- Steininger, Joseph, Ökonom und Mühlenbesitzer Westerham,
 WK Oberbayern 7 (Rosenheim, Ebersberg, Miesbach, Tölz), Zentrum
- Steinmann, Otto Ludwig Eberhard, Regierungspräsident,
 WK Gumbinnen 6 (Oletzko, Lyck, Johannisburg), Deutschkonservative Partei
- Stephan, Bernhard Karl, Rechtsanwalt,
WK Oppeln 3 (Groß Strehlitz, Kosel), Zentrum
- Stephann, Ernst, Rittergutsbesitzer Martinskirchen,
WK Merseburg 1 (Liebenwerda, Torgau), Deutsche Reichspartei
- Steppuhn, Hermann, Rittergutsbesitzer Liekeim,
WK Königsberg 10 (Rastenburg, Friedland), Gerdauen, Deutschkonservative Partei
- Stöcker, Johann, Gastwirt und Bierbrauer Marktzeuln,
WK Oberfranken 4 (Kronach, Staffelstein, Lichtenfels, Stadtsteinach, Teuschnitz), Zentrum
- Stolberg-Wernigerode, Udo zu, Fideikommissbesitzer,
WK Gumbinnen 6 (Oletzko, Lyck, Johannisburg), Deutschkonservative Partei (Nachwahl 1895)
- Stolle, Wilhelm, Gastwirt in Gesau,
WK Sachsen 18 (Zwickau, Crimmitschau, Werdau), SPD
- Stroh, Wilhelm, Bürgermeister Marköbel,
WK Kassel 8 (Hanau, Gelnhausen), Deutschkonservative Partei
- Strombeck, Josef von, Landgerichtsrat Magdeburg,
WK Erfurt 2 (Heiligenstadt, Worbis), Zentrum
- Strzoda, Franz, Gutsbesitzer,
WK Oppeln 6 (Neustadt O.S.), Zentrum (Nachwahl 1894)
- Stumm, Carl Ferdinand, Hüttenbesitzer,
 WK Trier 6 (Ottweiler, St. Wendel, Meisenheim), Deutsche Reichspartei
- Szmula, Julius, Rittergutsbesitzer,
WK Oppeln 5 (Beuthen, Tarnowitz), Zentrum

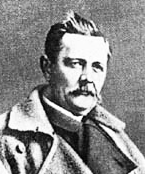
Albert Schultz-Lupitz
Wilhelm Schwarze
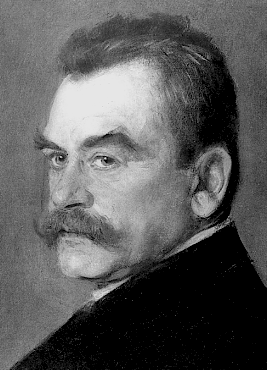
Gustav Siegle
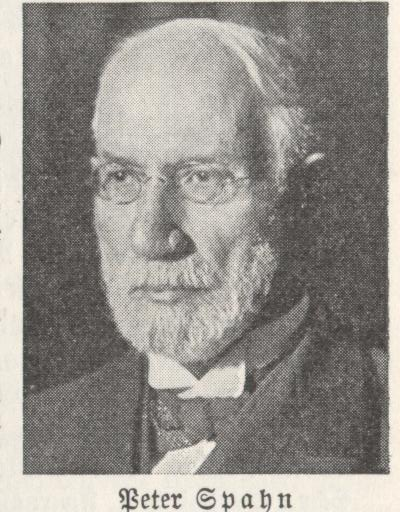
Peter Spahn
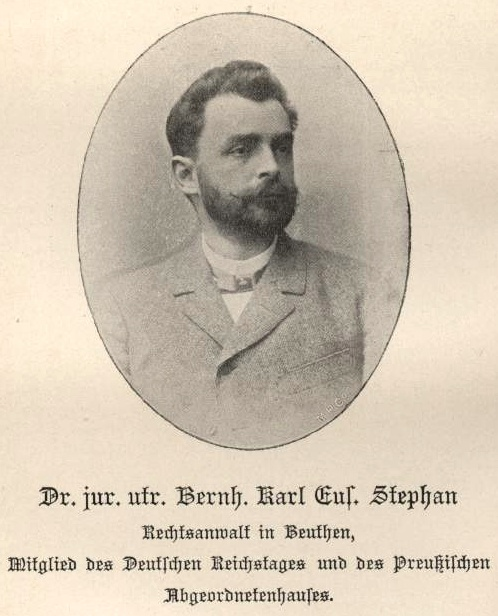
Bernhard Karl Stephan
Franz Strzoda
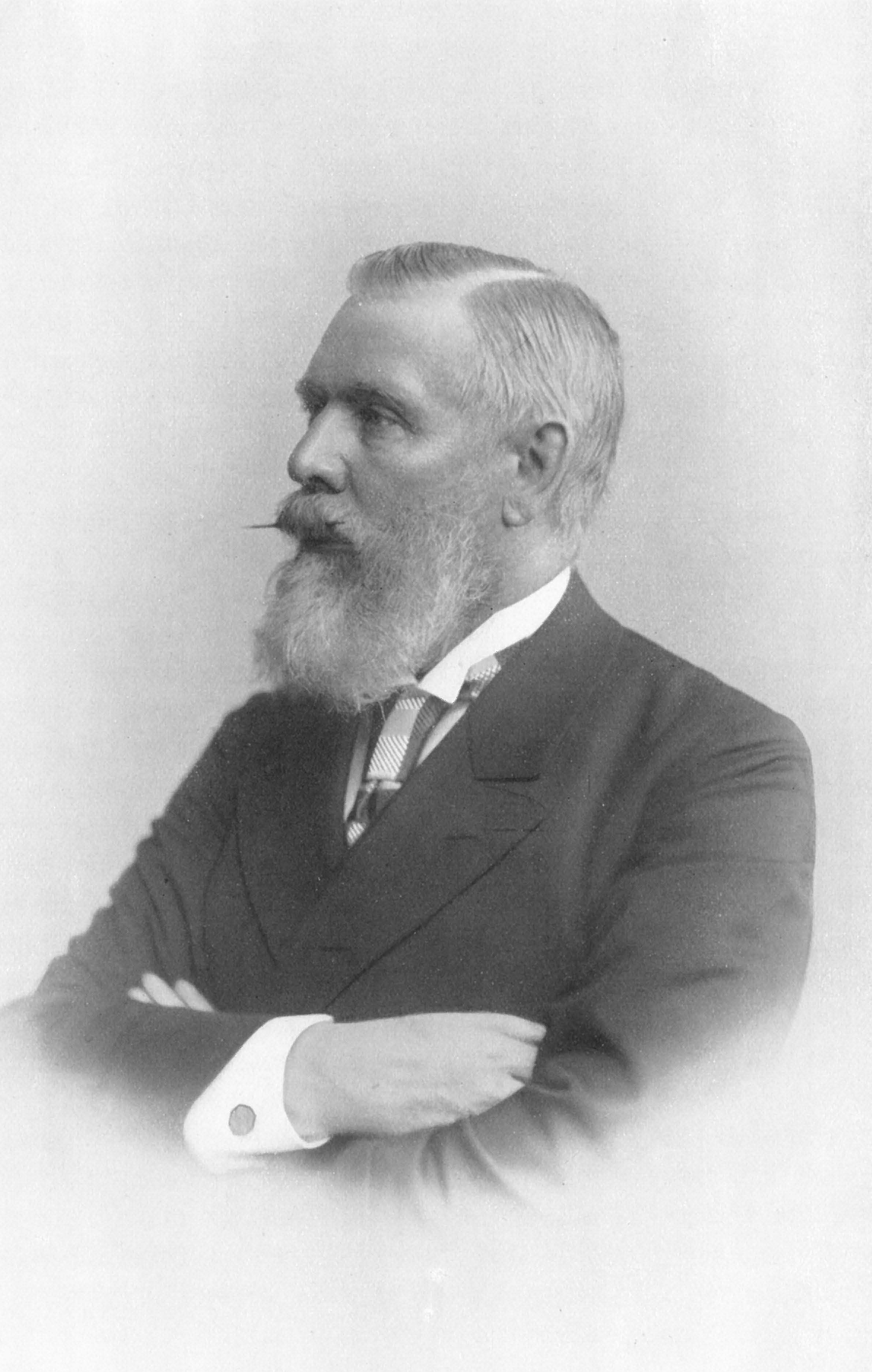
Carl Ferdinand von Stumm-Halberg

## T
- Thomsen, Gustav, Landmann,
WK Schleswig-Holstein 5 (Dithmarschen, Steinburg), Freisinnige Vereinigung
- Timmerman, Carl, Textilfabrikant,
WK Münster 1 (Tecklenburg, Steinfurt, Ahaus), Zentrum
- Traeger, Albert, Rechtsanwalt und Notar,
WK Oldenburg 2 (Jever, Brake, Westerstede, Varel, Elsfleth, Landwürden), FVp
- Trimborn, Karl, Rechtsanwalt,
WK Köln 1 (Köln-Stadt), Zentrum (Nachwahl 1896)
- Tungeln, Gustav von, Gutspächter,
WK Schleswig-Holstein 9 (Oldenburg in Holstein, Plön), Deutschkonservative Partei (Nachwahl 1897)
- Tutzauer, Franz, Besitzer einer Möbelgeschäfts in Berlin,
WK Breslau 6 (Breslau-Ost), SPD

Albert Traeger
Karl Trimborn

## U
- Uhden, Otto, Kgl. Amtsrat,
WK Frankfurt 6 (Züllichau-Schwiebus, Crossen), Deutschkonservative Partei
- Ulrich, Carl, Herausgeber des Offenbacher Abendblattes,
WK Hessen 5 (Offenbach, Dieburg), SPD
- Unruhe-Bomst, Hans Wilhelm von, Landrat und Rittergutsbesitzer,
WK Posen 3 (Meseritz, Bomst), Deutsche Reichspartei

## V
- Vielhaben, Georg Wilhelm, Rechtsanwalt Hamburg,
WK Kassel 1 (Rinteln, Hofgeismar, Wolfhagen), Deutschsoziale Reformpartei (Nachwahl 1895)
- Viereck, Gustav von, Rittergutsbesitzer Dreveskirchen,
 WK Mecklenburg-Schwerin 2 (Schwerin, Wismar), Deutschkonservative Partei
- Vogtherr, Ewald, Kaufmann,
WK Berlin 3 (Luisenstadt diesseits des Kanals), Neu-Cölln, SPD
- Vollmar, Georg von,
WK Oberbayern 2 München II (Isarvorstadt, Ludwigsvorstadt, Au, Haidhausen, Giesing, München-Land, Starnberg, Wolfratshausen), SPD

## W

Heinrich Wattendorff
Georg Wellstein
Ludwig Werner
Ulrich von Winterfeldt

- Wallenborn, Peter, Landwirt Bitburg,
WK Koblenz 5 (Mayen, Ahrweiler), Zentrum (Nachwahl 1896)
- Walter, Richard, Mühlenbesitzer Großheringen,
WK Sachsen-Weimar-Eisenach 3 (Jena, Neustadt an der Orla), Nationalliberale Partei
- Wamhoff, Hermann, Landwirt,
WK Hannover 4 (Osnabrück, Bersenbrück, Iburg), Nationalliberale Partei
- Wangenheim-Wake, Adolf von, Rittergutsbesitzer,
WK Hannover 16 (Lüneburg, Soltau, Winsen (Luhe)), Deutsch-Hannoversche Partei, Hospitant der Zentrumsfraktion
- Wattendorff, Heinrich, Kaufmann Ibbenbüren,
 WK Münster 4 (Lüdinghausen, Beckum, Warendorf), Zentrum
- Weber, Carl Emil, Vizekonsul a. D. Heidelberg,
WK Baden 12 (Heidelberg, Mosbach), Nationalliberale Partei
- Weber, Franz, Brauereibesitzer in Landsberg,
WK Oberbayern 6, (Weilheim, Werdenfels, Bruck, Landsberg, Schongau), Zentrum
- Weidenfeld, Franz, Rittergutsbesitzer Birkhof,
 WK Düsseldorf 12 (Neuss, Grevenbroich), Zentrum
- Weiß, Konrad Eduard, Volksschullehrer Nürnberg,
WK Mittelfranken 2 (Erlangen, Fürth, Hersbruck), FVp
- Wellstein, Georg, Amtsgerichtsrat Ehrenbreitstein,
WK Koblenz 3 (Koblenz, St. Goar), Zentrum
- Wenders, Karl, Bürgermeister Neuss,
WK Düsseldorf 4 (Düsseldorf), Zentrum
- Wengert, Joseph, Pfarrer Dirgenheim,
 WK Württemberg 13 (Aalen, Gaildorf, Neresheim, Ellwangen), Zentrum
- Wenzel, Johannes, Domvikar in Bamberg,
 WK Oberfranken 5 (Bamberg, Höchstadt), Zentrum
- Werdeck, Ernst von, Rittergutsbesitzer Schorbus,
WK Frankfurt 9 (Cottbus, Spremberg), Deutschkonservative Partei
- Werner, Ludwig, Redakteur,
WK Kassel 6 (Hersfeld, Rotenburg (Fulda), Hünfeld), Deutsche Reformpartei
- Wiesike, Hermann, Gutsbesitzer Plauerhof,
WK Potsdam 8 (Brandenburg an der Havel, Westhavelland), Nationalliberale Partei
- Wildegger, Michael, Stadtpfarrer Nördlingen,
WK Schwaben 2 (Donauwörth, Nördlingen, Neuburg), Zentrum
- Will, Arthur, Hofbesitzer Schweslin,
WK Köslin 1 (Stolp, Lauenburg in Pommern), Deutschkonservative Partei
- Winterer, Landolin, Pfarrer in Mülhausen,
WK Elsaß-Lothringen 1 (Altkirch, Thann), Elsaß-Lothringer
- Winterfeldt, Ulrich von, Landrat Prenzlau,
WK Potsdam 4 (Prenzlau, Angermünde), Deutschkonservative Partei
- Wintermeyer, Louis, Landwirt,
WK Wiesbaden 2 (Wiesbaden, Rheingau, Untertaunus), FVp (Nachwahl 1897)
- Witt, Hermann de, Amtsgerichtsrat Köln,
WK Köln 6 (Mülheim am Rhein, Gummersbach, Wipperfürth), Zentrum
- Witzlsperger, Josef, Magistratsrat und Landwirt in Cham,
WK Oberpfalz 4 (Neunburg, Waldmünchen, Cham, Roding), Zentrum
- Wolny, Joseph, Pfarrer Zelasno,
 WK Oppeln 2 (Oppeln), Zentrum
- Wolszlegier, Anton von, Pfarrer Gilgenburg,
WK Königsberg 9 (Allenstein, Rößel), Polnische Fraktion
- Wolszlegier, Wladislaus von, Rittergutsbesitzer,
WK Marienwerder 6 (Konitz, Tuchel), Polnische Fraktion
- Wurm, Emanuel, Journalist,
WK Reuß jüngerer Linie, SPD

Josef Witzlsperger

## Z

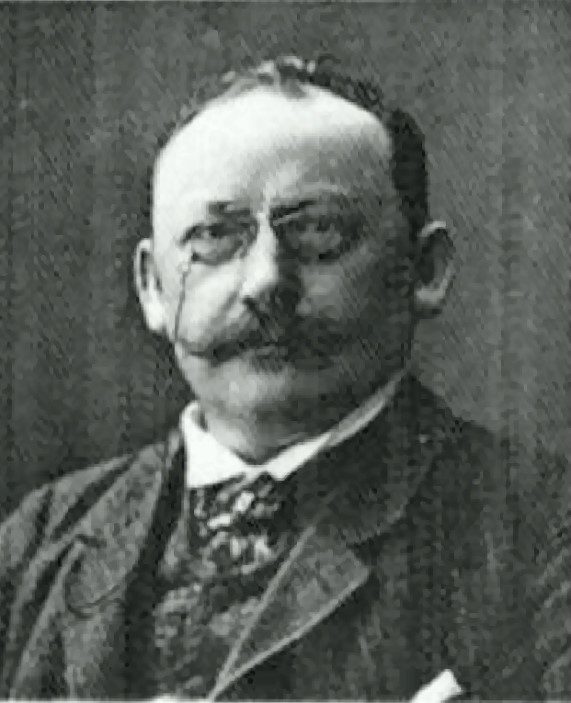
Oswald Zimmermann
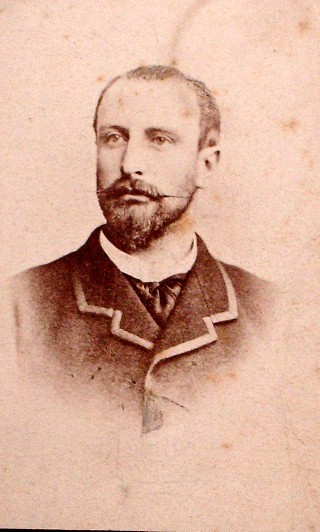
Hugo Freiherr Zorn von Bulach
Martin Zott

- Zimmermann, Oswald, Journalist,
WK Sachsen 5 (Dresden links der Elbe), Deutsche Reformpartei
- Zorn von Bulach, Hugo, Gutsbesitzer,
WK Elsaß-Lothringen 7 (Molsheim, Erstein), Hospitant der Deutschkonservativen Partei
- Zott, Martin, Landwirt,
WK Schwaben 3 (Dillingen, Günzburg, Zusmarshausen), Zentrum
- Zubeil, Fritz, Gastwirt und Stadtverordneter in Berlin,
WK Potsdam 10 (Teltow, Beeskow-Storkow), SPD